# 30. August
Der 30. August ist der 242. Tag des gregorianischen Kalenders (der 243. in Schaltjahren), somit bleiben 123 Tage bis zum Jahresende.

## Ereignisse

### Politik und Weltgeschehen
- 0070: Den Römern gelingt während des Jüdischen Krieges die Eroberung von Jerusalem; einzelne Gruppen leisten noch bis zum 7. September Widerstand.
- 0369: Kaiser Valentinian I. erlässt zu Breisach ein Edikt zum Ausbau der Rheingrenze.
- 1125: Der sächsische Herzog Lothar von Supplinburg wird in Mainz als Lothar III. zum König des Heiligen Römischen Reiches gewählt.

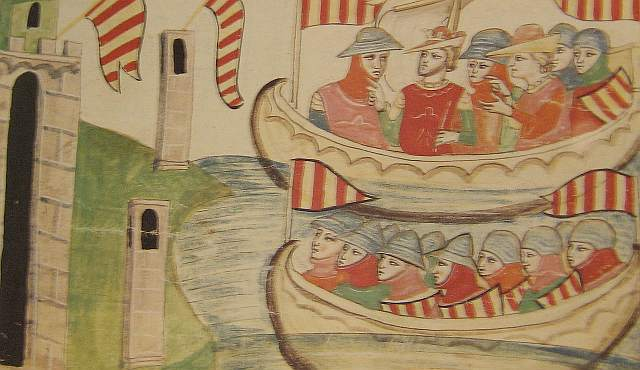
1282: Peters Flotte

- 1282: Peter III. landet mit seiner Flotte, von einem Kriegszug gegen Tunis kommend, bei der sizilianischen Stadt Trapani, nachdem er von den Einwohnern Palermos um Hilfe im Kampf gegen Karl von Anjou gebeten worden ist.
- 1569: Im Birmanisch-Siamesischen Krieg gelingt nach zehnmonatiger Belagerung durch Verrat die Einnahme von Ayutthaya, Hauptstadt des gleichnamigen Königreichs.
- 1706: Während der Schlacht von Turin zündet der Soldat Pietro Micca in einem Minengang mangels längerer Zündschnur ein Schießpulverfass selbst. Er verhindert damit erfolgreich das Eindringen französischer Feinde in die Festung der Stadt, stirbt jedoch bei der Explosion.
- 1757: Der Versuch der weit unterlegenen preußischen Verteidiger im Siebenjährigen Krieg den Vormarsch einer russischen Armee durch einen Angriff zu stoppen, scheitert zunächst in der Schlacht bei Groß-Jägersdorf.
- 1799: Durch die Kapitulation im Vlieter wird das letzte kampfstarke niederländische Marinegeschwader an die britische Royal Navy ausgeliefert.
- 1806: Fürst Friedrich August von Nassau-Usingen und sein Vetter Fürst Friedrich Wilhelm von Nassau-Weilburg gründen durch Zusammenschluss ihrer Staaten unter der Schirmherrschaft Napoleon Bonapartes das Herzogtum Nassau.
- 1813: Ein französisches Korps, das die alliierten Streitkräfte auf ihrem Rückzug nach Böhmen verfolgen sollte, wird in der Schlacht bei Kulm aufgerieben.

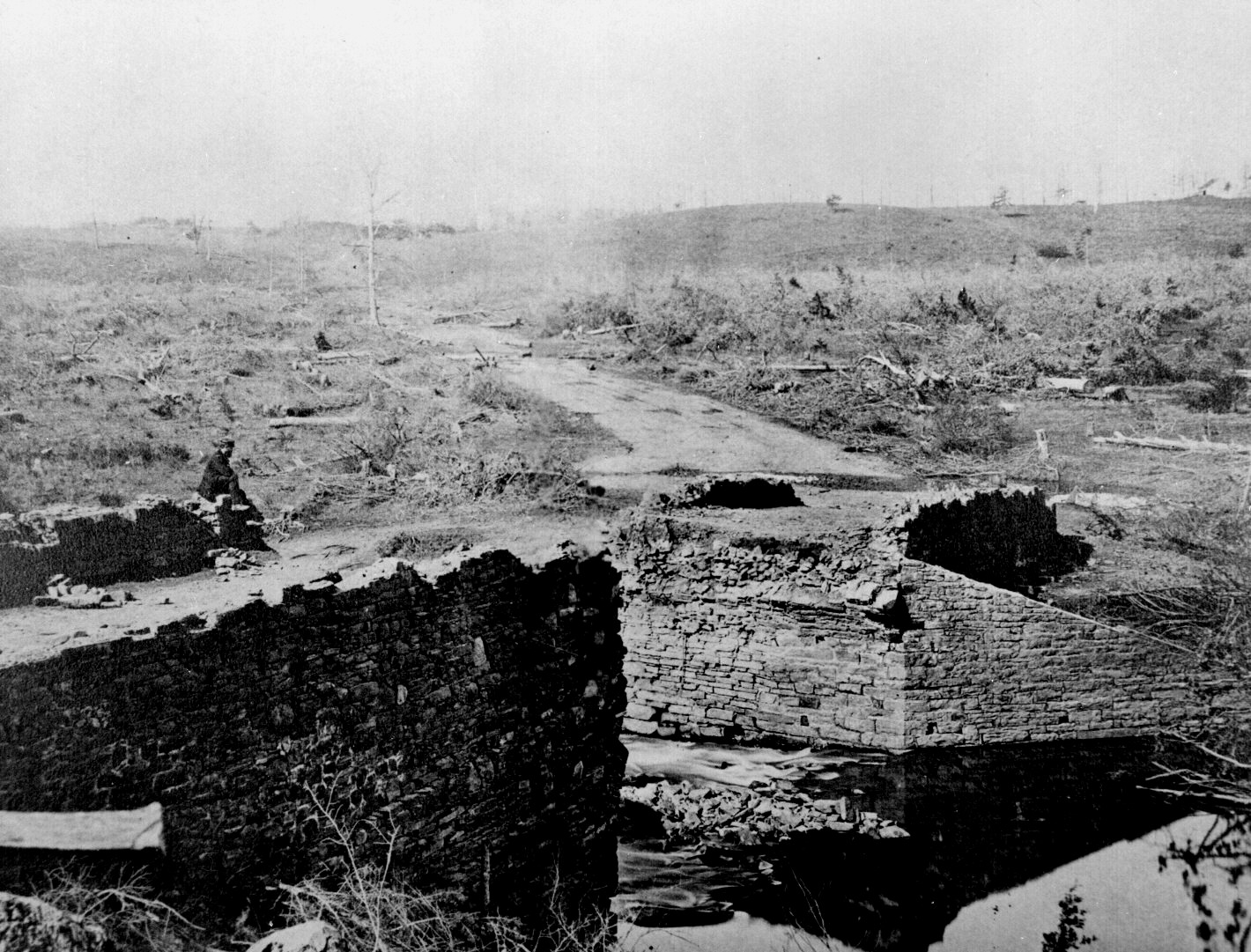
1862: Ruinen von Manassas nach der Schlacht von Bull Run

- 1830: In Aachen äußert sich sozialer Protest über miserable Lebensbedingungen in Unruhen. Die Bürgerwehr stellt Ruhe und Ordnung wieder her.
- 1832: Ein Londoner Protokoll der Schutzmächte grenzt das Staatsgebiet des Königreichs Griechenland vom Osmanischen Reich ab.
- 1835: Das heutige Melbourne entsteht aus einem Lager, das Siedler aus Tasmanien in der Bucht Port Phillip anlegen. Ihr aufgehaltener Initiator der Besiedlung, John Pascoe Fawkner, kommt mit dem zweiten Siedlertransport im Oktober an.
- 1862: Die drei Tage dauernde Zweite Schlacht am Bull Run während des Sezessionskrieges endet. Die Konföderierten besiegen die Unionstruppen.

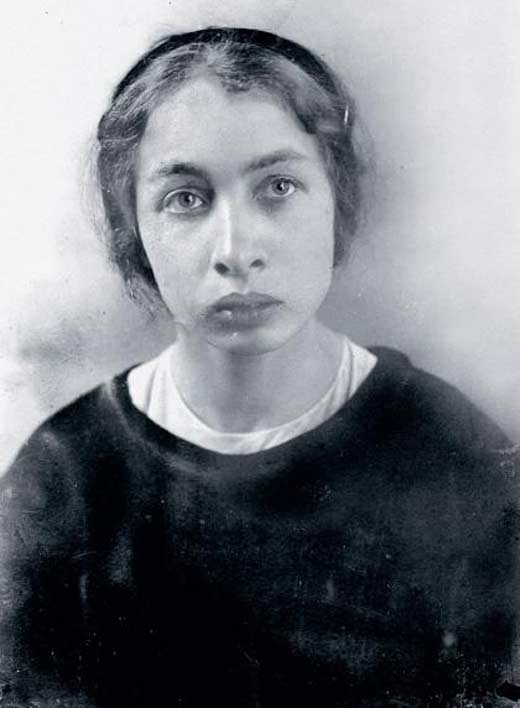
1918: Fanny Kaplan

- 1914: Die Schlacht bei Tannenberg an der Deutschen Ostfront des Ersten Weltkriegs, die am 26. August begonnen hat, endet mit einem Sieg des Deutschen Kaiserreichs über Russland, der in weiterer Folge propagandistisch ausgeschlachtet wird.
- 1918: Wladimir Iljitsch Lenin, Vorsitzender des Rates der Volkskommissare der RSFSR, wird bei einem Attentat schwer verletzt; als Verdächtige wird Fanny Kaplan festgenommen. Das Attentat löst die Phase des so genannten Roten Terrors aus.
- 1921: In der Weimarer Republik wird die erste Verordnung zum Schutz der Republik veröffentlicht, um politischen Mord und dessen Propaganda in den Medien zu verhindern.
- 1922: Im Verlauf des Türkischen Befreiungskrieges werden die griechischen Truppen in der Schlacht von Dumlupınar von den Türken vernichtend geschlagen. Der Tag wird bis heute in der Türkei als Tag des Sieges (Zafer Bayramı) gefeiert
- 1932: Hermann Göring wird Präsident des Deutschen Reichstags.
- 1939: Aufgrund der sich zuspitzenden Lage in Europa wird Henri Guisan zum General der Schweizer Armee gewählt.
- 1940: Das revisionistische Horthy-Ungarn erhält anlässlich des Zweiten Wiener Schiedsspruchs einen Teil Siebenbürgens von Rumänien zurück.
- 1942: In Nordafrika beginnt die Schlacht von Alam Halfa, mit der Generalfeldmarschall Erwin Rommel hofft, die britische Verteidigung bei El-Alamein zu durchbrechen.

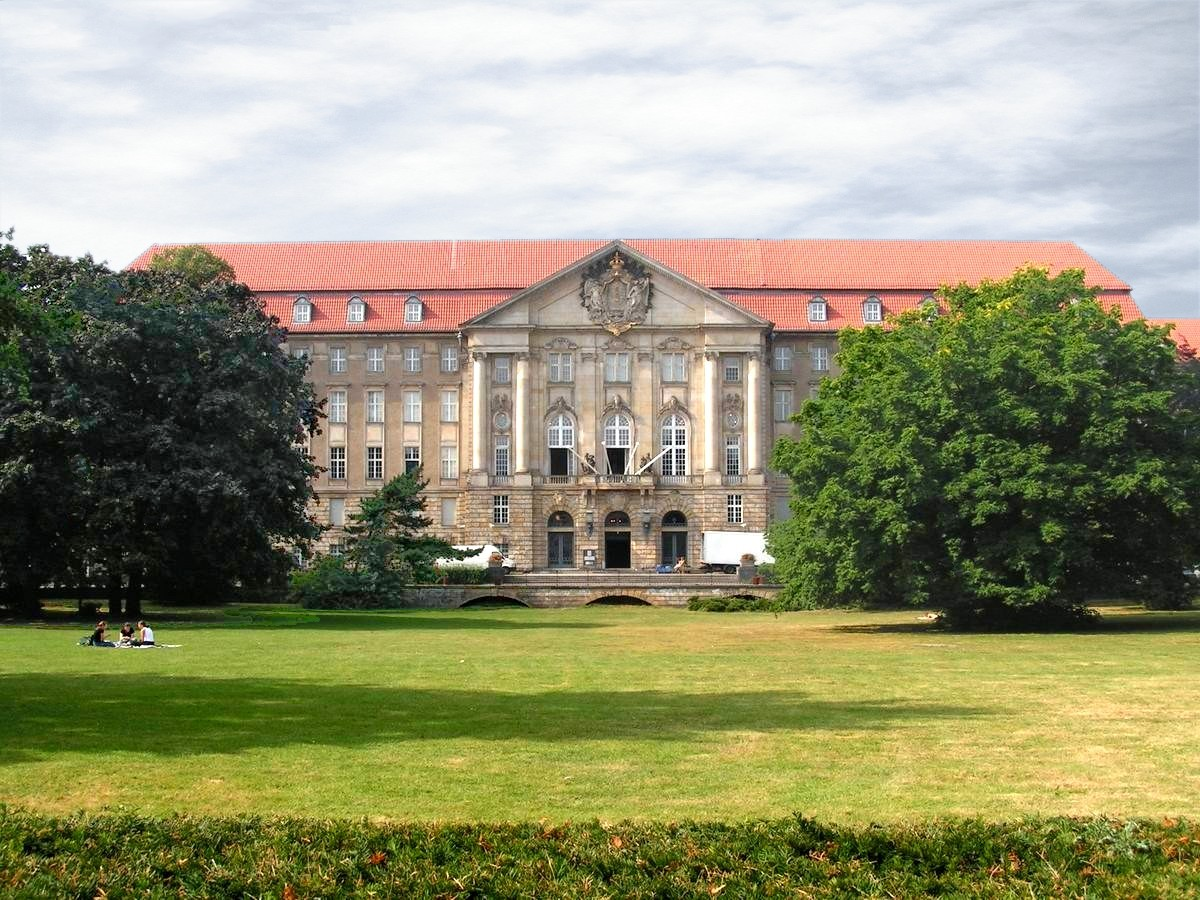
1945: Sitz des Alliierten Kontrollrats

- 1945: Im besetzten Nachkriegsdeutschland konstituiert sich der Alliierte Kontrollrat.
- 1945: In Hongkong wird die japanische Besatzung durch britische Truppen beendet.
- 1945: Das Saarland wird von Deutschland durch eine Zoll- und Währungsunion mit Frankreich abgetrennt.
- 1946: Durch Verordnung Nr. 57 wird von der französischen Militärregierung in ihrer Besatzungszone das Land Rheinland-Pfalz geschaffen.
- 1948: Der rumänische Geheimdienst Securitate wird gegründet.
- 1948: Mit der Urteilsverkündung ist Joseph Abileah der erste verurteilte Kriegsdienstverweigerer in Israel.
- 1953: Im Deutschen Fernsehen wird erstmals Der Internationale Frühschoppen, eine journalistische Diskussionsrunde über Politik und Weltgeschehen mit Werner Höfer als Gastgeber, ausgestrahlt.
- 1954: Die Gründung der Europäischen Verteidigungsgemeinschaft (EVG) scheitert an der Ablehnung des EVG-Vertrags durch die französische Nationalversammlung.
- 1957: Der frühere Transportminister Tafawa Balewa wird der erste nigerianische Premierminister. Er steht einer schwachen Zentralregierung vor, die von den drei nigerianischen Bundesstaaten (Nord, West und Ost) gestellt wird. Balewa führt die Kolonie 1960 in die Unabhängigkeit.
- 1963: In den USA und der Sowjetunion wird das „Rote Telefon“ installiert, um nach den Erfahrungen aus der Kubakrise am 20. Juni friedensgefährdende Missverständnisse zu verhindern.

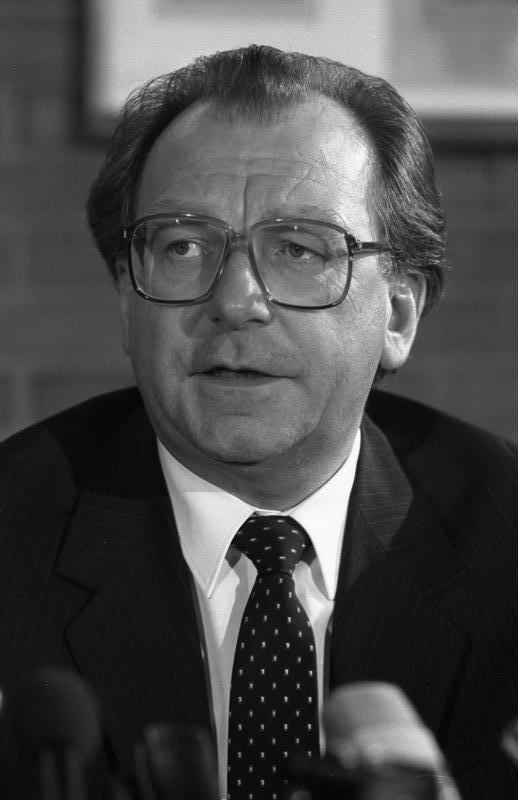
1978: Lothar Späth

- 1978: Lothar Späth wird zum Ministerpräsidenten von Baden-Württemberg gewählt.
- 1978: Ein Paar aus der DDR entführt mit Hilfe einer Spielzeugpistole eine Tupolew Tu-134 der polnischen Fluggesellschaft Polskie Linie Lotnicze LOT (LOT) auf dem Flug von Danzig nach Berlin-Schönefeld und erzwingt stattdessen die Landung auf dem West-Berliner Flughafen Tempelhof.
- 1981: Bei einem Bombenattentat in Teheran kommen der neu gewählte Staatspräsident des Iran Mohammad Ali Radschai sowie Ministerpräsident Mohammad Dschawad Bahonar ums Leben.
- 1983: Der anerkannte Asylbewerber Cemal Kemal Altun springt aus Angst vor Auslieferung in die türkische Militärdiktatur während des Gerichtsverfahrens aus dem sechsten Stock des Oberverwaltungsgerichts Berlin
- 1990: Die russische autonome Republik Tatarstan erklärt sich zur souveränen Republik.

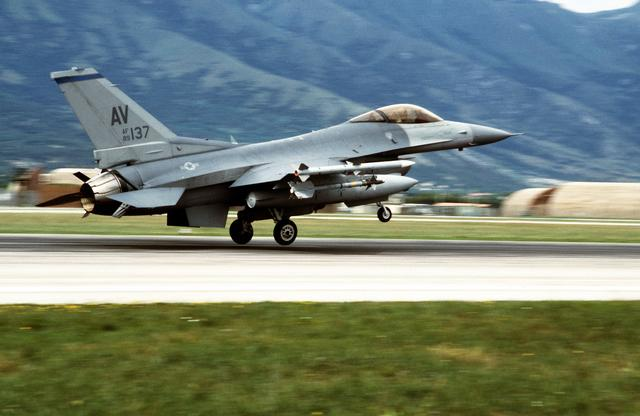
1995: Deliberate Force

- 1995: Die NATO beginnt in der Operation Deliberate Force im Bosnienkrieg mit Luftschlägen gegen militärische Objekte und Stellungen der bosnischen Serben.
- 1999: In einer Volksabstimmung entscheidet sich die Bevölkerung Osttimors für die Unabhängigkeit von Indonesien.
- 2003: Der Premierminister von Myanmar Khin Nyunt verkündet die „Myanmar Roadmap to Democracy“.
- 2009: Bei den japanischen Unterhauswahlen beendet die Demokratische Partei von Yukio Hatoyama mit einem klaren Sieg die Regierung der Liberaldemokraten unter Premierminister Tarō Asō.
- 2012: Im Zusammenhang mit der Nürburgring-Affäre wird der Misstrauensantrag der CDU-Fraktion gegen Ministerpräsident Kurt Beck (SPD) im rheinland-pfälzischen Landtag abgelehnt.
- 2021: Das letzte US-amerikanische Flugzeug verlässt den Flughafen Kabul; damit endete die fast 20-jährige Beteiligung der USA am Krieg in Afghanistan.
- 2023: In Gabun kommt es nach Unstimmigkeiten in den kurz zuvor durchgeführten Wahlen zu einem Putsch des Militärs gegen die Regierung.

### Wirtschaft

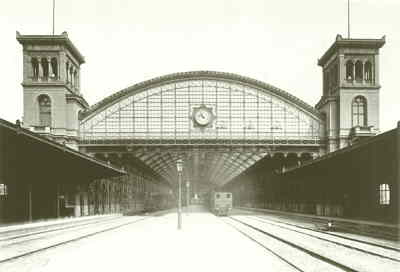
1872: Potsdamer Bahnhof

- 1872: Der Potsdamer Bahnhof in Berlin wird eingeweiht. Er wird später zum europäischen Verkehrsknotenpunkt.
- 1904: Der ungarische Erfinder Alfred Pongracz erhält in Deutschland das erste Patent auf eine Bohnermaschine. Er erleidet in der Folge aber mit seinem Unternehmen wegen technischer Unzulänglichkeiten des Geräts Konkurs.
- 1923: An der New Yorker Devisenbörse beträgt der Umrechnungswert des US-Dollars zur deutschen Papiermark 1:11.111.111. Die Hyperinflation kann erst mit der Einführung der Rentenmark im November des Jahres beendet werden.
- 1924: In Deutschland wird neben der weiterhin umlaufenden Rentenmark die Reichsmark eingeführt, die zu ihr im Wertverhältnis 1:1 steht. Das Reichsbankgesetz gestaltet am selben Tag die Reichsbank zur von der Reichsregierung unabhängigen Anstalt um.
- 2002: Leonard’s Subway, die erste privat betriebene U-Bahn der USA, stellt den Betrieb ein.

### Wissenschaft und Technik

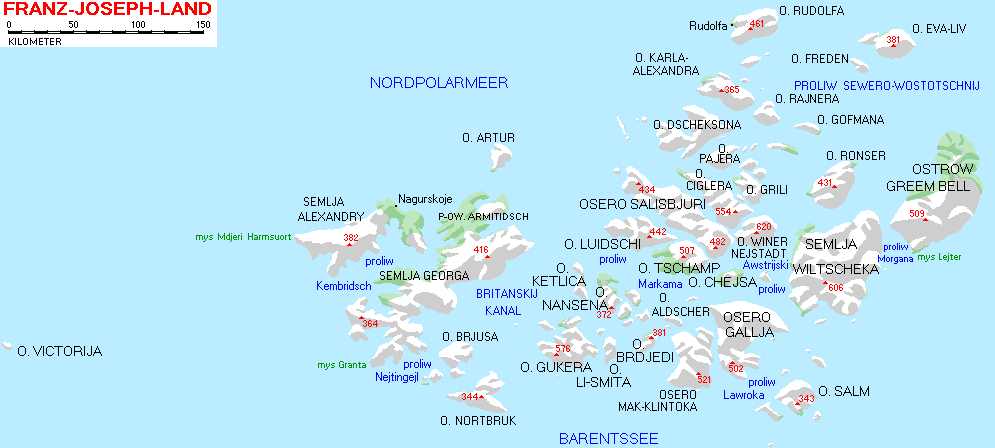
1873: Franz-Joseph-Land

- 1873: Der Österreicher Julius von Payer und der Hesse Carl Weyprecht entdecken während der Österreich-Ungarischen Nordpolexpedition die Inselgruppe Franz-Josef-Land im Nordpolarmeer.
- 1909: Der US-amerikanische Paläontologe Charles Walcott entdeckt im kanadischen British Columbia Fossilien im Burgess-Schiefer. Diese Fossillagerstätte gewährt Einblicke in die Zeit des Kambriums vor etwa 505 Millionen Jahren.
- 1916: Ernest Shackleton gelingt im vierten Anlauf die Rettung der Crew seiner gescheiterten Antarktis-Expedition.
- 1984: Das Space Shuttle Discovery startet zu seinem Erstflug in der Mission STS-41-D.

### Kultur
- 1722: Die Uraufführung der Oper Nitocri von Antonio Caldara findet am Teatro della Favorita in Wien statt.
- 1722: Die Uraufführung des musikalischen Dramas Bajazete, imperador de’Turchi von Leonardo Leo findet im Palazzo Reale in Neapel statt.

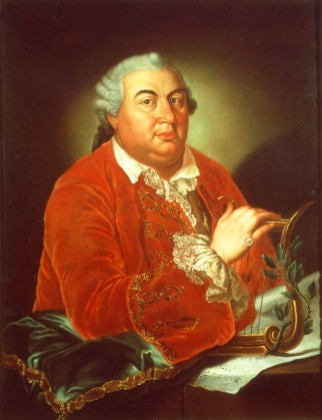
1755: Niccolò Jommelli

- 1755: Die Uraufführung der Oper Enea nel Lazio von Niccolò Jommelli findet in Stuttgart statt.
- 1799: Die Uraufführung der Oper L'Amour bizarre ou Les Projets dérangés von Henri Montan Berton findet an der Opéra-Comique in Paris statt.
- 1903: Die Uraufführung der Oper A Guest of Honor von Scott Joplin findet in East St. Louis statt.
- 1918: Die Hamburger Kammerspiele werden unter der Intendanz von Erich Ziegel am Besenbinderhof eröffnet.
- 1965: Bob Dylan bringt sein sechstes Studioalbum Highway 61 Revisited heraus, das den Song Like a Rolling Stone enthält.
- 1980: Barclay James Harvest geben vor dem Reichstagsgebäude in Berlin ein Gratiskonzert.

### Religion
- 0257: Sixtus II. wird Bischof von Rom, erstmals wiederholt sich bei ihm ein Papstname.
- 1464: Der Kardinal von San Marco in Rom, der Venezianer Pietro Barbo, wird nach dreitägiger Wahldauer vom Konklave als Nachfolger von Papst Pius II. gewählt und nimmt den Namen Paul II. an.

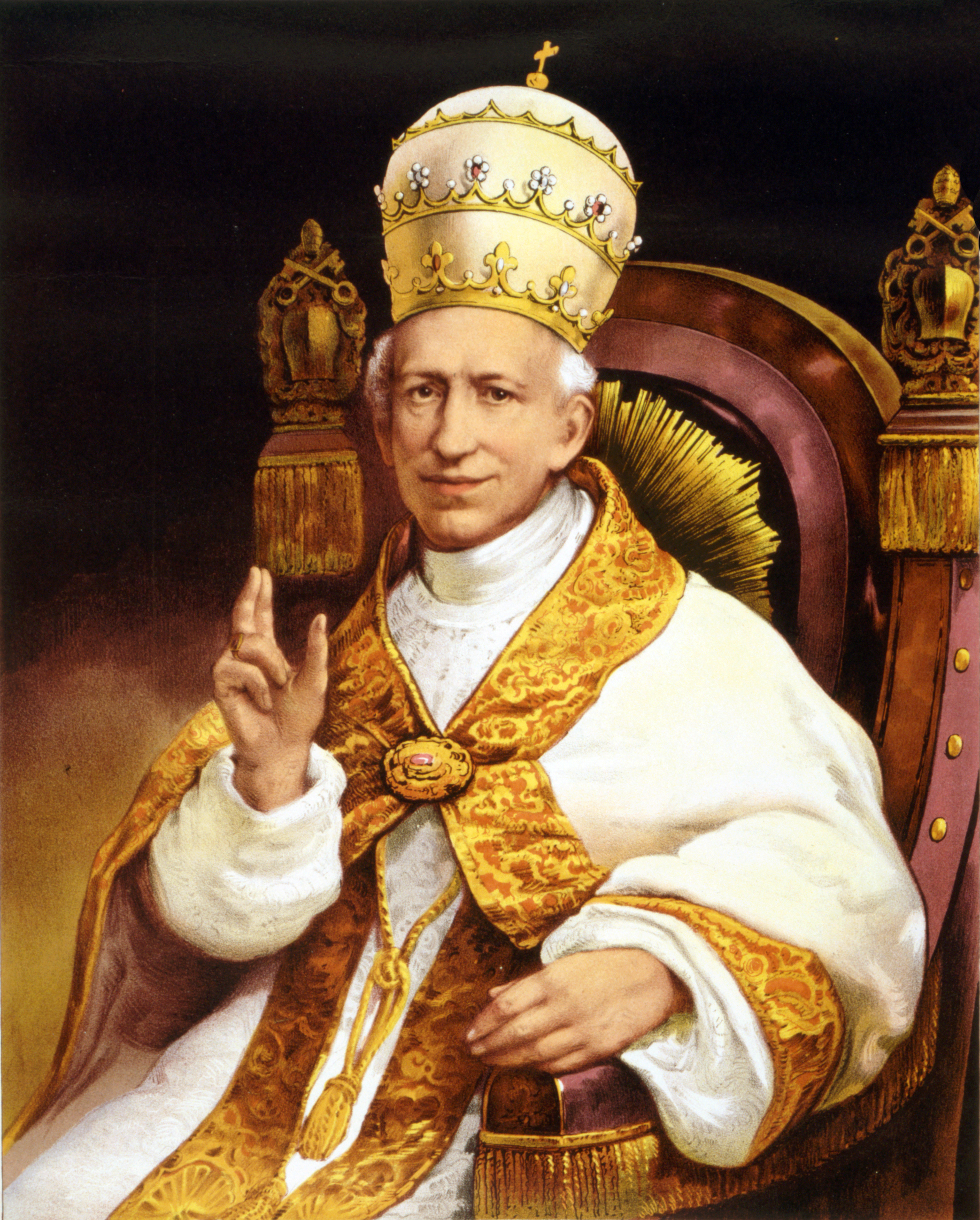
1884: Leo XIII.

- 1884: In der Enzyklika Superiore anno unterstreicht Papst Leo XIII. sein Anliegen, den Rosenkranz mit unveränderter Intensität zu beten und erneuert die Ablässe für an bestimmten Tagen Betende.
- 1974: Das „Konzil der Jugend“ wird in Taizé eröffnet.
- 1992: Maria Jepsen, erste Bischöfin der evangelisch-lutherischen Kirche, wird in Hamburg in ihr Amt eingeführt.
- 1993: In Casablanca wird die Hassan-II.-Moschee eingeweiht, der weltweit zweitgrößte islamische Sakralbau.

### Katastrophen
- 1881: Der britische Passagierdampfer Teuton rammt bei Danger Point an der Küste der südafrikanischen Kapkolonie ein Riff und sinkt während des Versuchs, die Hafenstadt Simon’s Town zu erreichen. Von den 272 Passagieren und Besatzungsmitgliedern überleben nur 36.

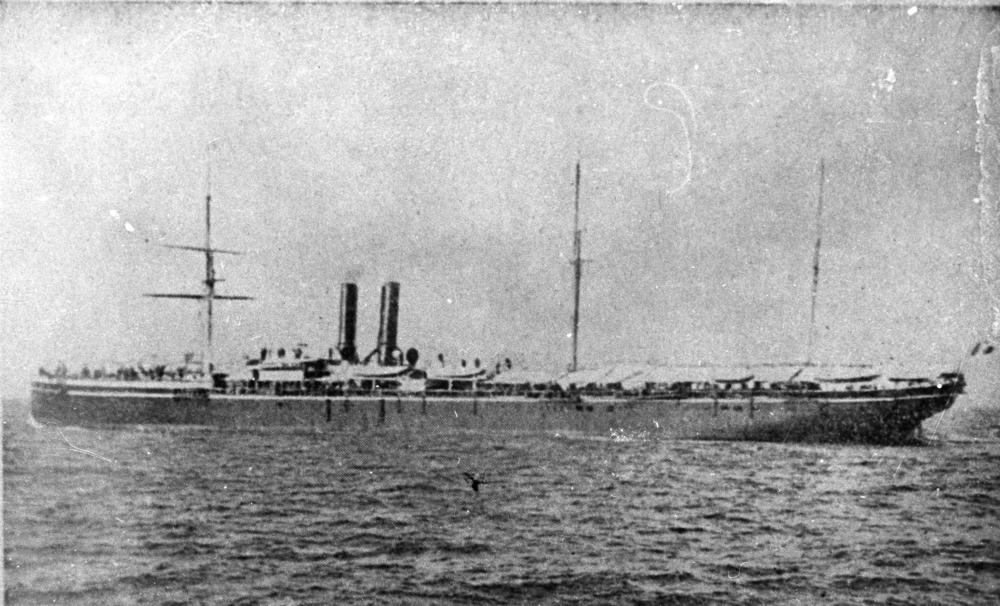
1917: Natal

- 1917: Weil er wegen des Kriegszustands abgedunkelt fährt, kollidiert der französische Passagierdampfer Natal bei Marseille mit einem entgegenkommenden Frachtschiff und sinkt innerhalb von zehn Minuten. Von 503 Passagieren und Besatzungsmitgliedern kommen 105 ums Leben.
- 1965: Ein Gletscherabsturz des Allalingletschers begräbt 88 mit dem Bau des Mattmarksee-Staudammes beschäftigte Arbeiter unter Eismassen.
- 1974: In Zagreb entgleist ein Zug wegen überhöhter Geschwindigkeit in einer Kurve, 153 Menschen sterben bei dem Eisenbahnunfall.
- 1979: In der Oesterreichischen Nationalbank in Wien bricht ein Großbrand aus, der ihr Hauptgebäude stark zerstört.

Kleinere Unglücksfälle sind in den Unterartikeln von Katastrophe und in der Liste von Katastrophen aufgeführt.

### Sport
- 1926: Der Kölner Langstreckenschwimmer Ernst Vierkötter schafft es, in 12:42 Stunden den Ärmelkanal zu durchqueren, die Rekordzeit hält zwei Jahrzehnte.

Einträge von Leichtathletik-Weltrekorden befinden sich unter der jeweiligen Disziplin unter Leichtathletik.

## Geboren

### Vor dem 18. Jahrhundert
- 1334: Peter I., König von Kastilien
- 1401: Georgios Sphrantzes, byzantinischer Geschichtsschreiber
- 1510: Ursula zu Mecklenburg, letzte katholische Äbtissin des Klarissenklosters Ribnitz

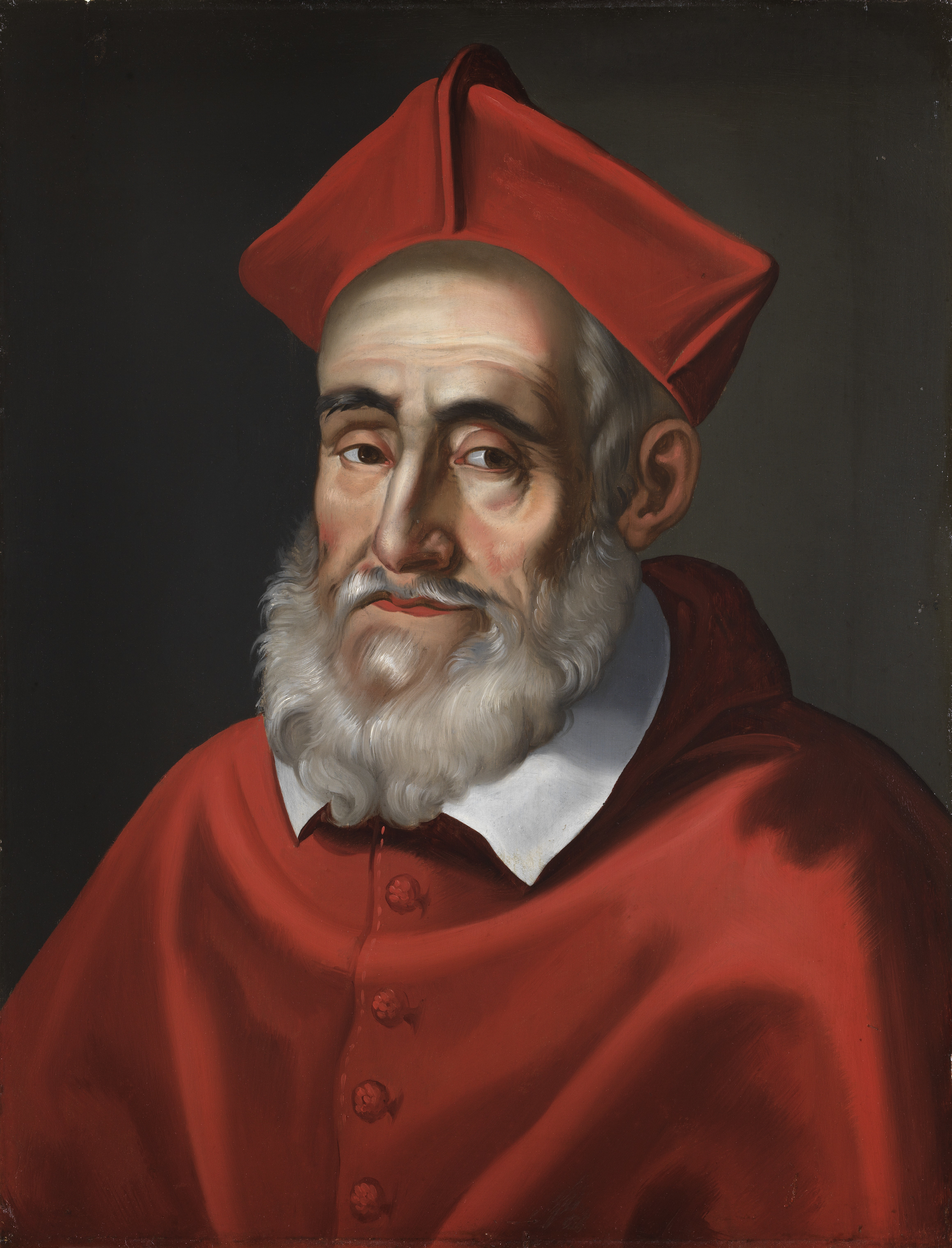
Cesare Baronio (* 1538)

- 1538: Cesare Baronio, italienischer Kardinal und Kirchenhistoriker
- 1581: Tobias Adami, deutscher Philosoph, Mitglied der Fruchtbringenden Gesellschaft
- 1609: Artus Quellinus I., flämischer Bildhauer
- 1616: Giovan Battista Nani, venezianischer Diplomat, Prokurator und Historiker
- 1627: Itō Jinsai, japanischer konfuzianischer Philosoph
- 1657: Philipp Peter Roos, deutscher Maler
- 1693: Jacob Nozeman, niederländischer Komponist, Violinist und Organist
- 1696: Anton Heinrich Walbaum, deutscher Pietist und Hofrat

### 18. Jahrhundert
- 1703: Yanagisawa Kien, japanischer Maler

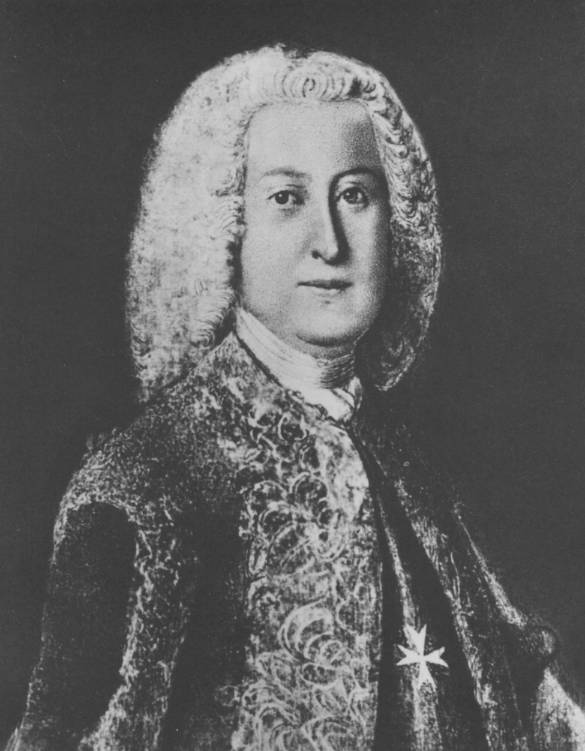
Kaspar Wilhelm von Borcke (* 1704)

- 1704: Kaspar Wilhelm von Borcke, preußischer Staatsmann und Literaturübersetzer
- 1705: David Hartley, britischer Philosoph
- 1709: Frobenius Forster, deutscher katholischer Philosoph, Historiker und Pädagoge
- 1713: Johann Georg Benda, böhmischer Komponist
- 1724: Wolfgang Ferdinand von Dörnberg, deutscher Verwaltungsjurist, Staatsminister von Hessen-Kassel, preußischer Justizminister
- 1726: Heinrich XXVIII. Reuß zu Ebersdorf, Graf zu Ebersdorf, Mitglied der Herrnhuter Brüdergemeine
- 1727: Giovanni Domenico Tiepolo, italienischer Maler des Barock
- 1727: Georg Andreas Will, deutscher Historiker
- 1729: Karl Paul Ernst von Bentheim-Steinfurt, deutscher Adliger
- 1731: Jacob Johann Sievers, deutsch-baltischer Offizier, Staatsmann und Diplomat in russischen Diensten, Statthalter bzw. Generalgouverneur von Twer und Nowgorod, Botschafter in Polen

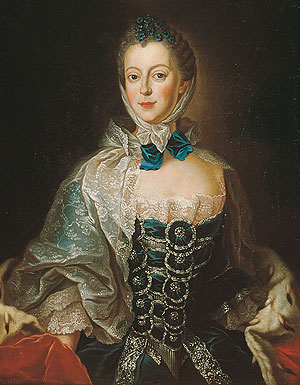
Elisabeth Friederike Sophie von Brandenburg-Bayreuth (1732)

- 1732: Elisabeth Friederike Sophie von Brandenburg-Bayreuth, Herzogin von Württemberg
- 1734: Gaetano Gandolfi, italienischer Maler und Kupferstecher
- 1739: George Mathews, britisch-amerikanischer Offizier und Politiker, Gouverneur von Georgia, Mitglied des Repräsentantenhauses
- 1745: Johann Hieronymus Schroeter, deutscher Jurist, hoher Beamter und einer der bekanntesten Astronomen seiner Zeit
- 1748: Jacques-Louis David, französischer Maler
- 1753: Johann Gottlob Friedrich Zenker, preußischer Beamter
- 1769: Bonifazio Asioli, italienischer Musiktheoretiker, Musikpädagoge, Cembalist, Kapellmeister und Komponist
- 1770: Friedrich Karl Forberg, deutscher Philosoph und Philologe
- 1772: Henri de La Rochejaquelein, Anführer der Aufständischen während des Vendée-Aufstands
- 1785: Lin Zexu, chinesischer Beamter
- 1785: Raimund Veit, deutscher Agrarwissenschaftler
- 1795ː Amable Tastu, französische Schriftstellerin, Dichterin und Librettistin
- 1797: Heinrich Marr, deutscher Schauspieler
- 1797: Mary Shelley, englische Schriftstellerin
- 1798: Virginie Déjazet, französische Schauspielerin
- 1800: Auguste von Harrach, Ehefrau von König Friedrich Wilhelm III. von Preußen

### 19. Jahrhundert

#### 1801–1850

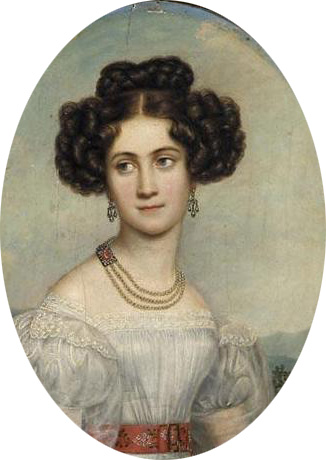
Ludovika Wilhelmine von Bayern (* 1808)

- 1804: Friedrich Carl Dilchert, deutscher Kaufmann, Bürgermeister von Bayreuth
- 1804: Julius von Minutoli, preußischer Verwaltungsjurist, Diplomat, Wissenschaftler und Schriftsteller, Polizeipräsident von Berlin
- 1807: Ernesto Cavallini, italienischer Klarinettist und Komponist
- 1807: Adolf Lohse, preußischer Baumeister, Schüler von Karl Friedrich Schinkel
- 1808: Ludovika Wilhelmine von Bayern, Prinzessin von Bayern
- 1809: Adolph Hesse, deutscher Organist und Komponist

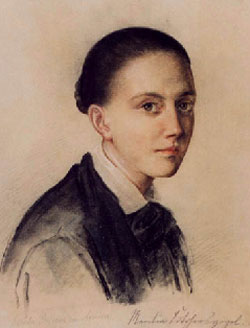
Gisela von Arnim (* 1827)

- 1811: Théophile Gautier, französischer Schriftsteller
- 1813: Mathilde Karoline von Bayern, Prinzessin von Bayern
- 1814: Pierre-Jules Cavelier, französischer Bildhauer
- 1814: Heinrich Goldstein, deutscher Lehrer an der jüdischen Schule in Gleiwitz
- 1818: Friedrich Ladegast, deutscher Orgelbaumeister
- 1820: Gustave Le Gray, französischer Fotopionier
- 1820: George Frederick Root, US-amerikanischer Komponist und Musikpädagoge
- 1823: Jakob Heinrich Lützel, deutscher Komponist
- 1825: Alfred Dundas Taylor, britischer Marinekommandeur, Architekt und Autor
- 1826: Eugène Fichel, französischer Maler
- 1827: Gisela von Arnim, deutsche Schriftstellerin
- 1828: Carl Eduard Adolph Gerstäcker, deutscher Zoologe

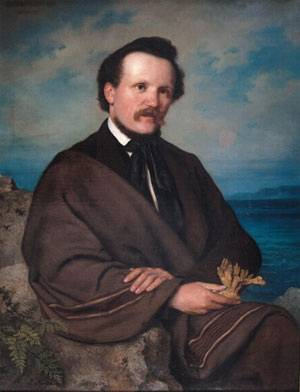
David Friedrich Weinland (* 1829)

- 1829: David Friedrich Weinland, deutscher Zoologe und Jugendbuchautor
- 1830: Eduard Kreyßig, deutscher Architekt, Stadtplaner und Tiefbauspezialist, Stadtbaumeister von Mainz
- 1830: François-Marie-Anatole de Rovérié de Cabrières, französischer Geistlicher, Bischof von Montpellier und Kardinal
- 1837: Ernst Aub, deutscher Mediziner und Politiker, MdL
- 1838: Alexander von Prittwitz und Gaffron, russischer Generalmajor
- 1842: Victor Alphonse Duvernoy, französischer Pianist und Komponist
- 1843: Carl Theodor Albrecht, deutscher Geodät und Astronom, Chef der preußischen Erdmessung
- 1844: Friedrich Ratzel, deutscher Zoologe und Geograf
- 1844: Emily Ruete, deutsche Schriftstellerin und Lehrerin
- 1847: Julius Arnold, deutscher Jurist und Politiker, MdR
- 1848: Gustav Haarmann, deutscher Politiker, MdR, Oberbürgermeister vom Witten, MdL
- 1850: Adolf Ausfeld, deutscher Klassischer Philologe
- 1850: Eugène Burnand, Schweizer Maler
- 1850: Karl Junker, deutscher Maler, Bildhauer und Architekt

#### 1851–1900

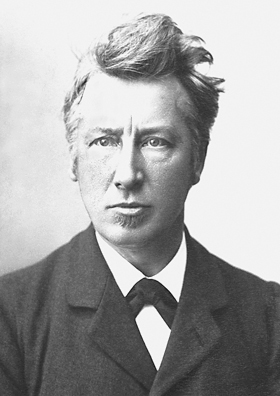
Jacobus Henricus van ’t Hoff (* 1852)

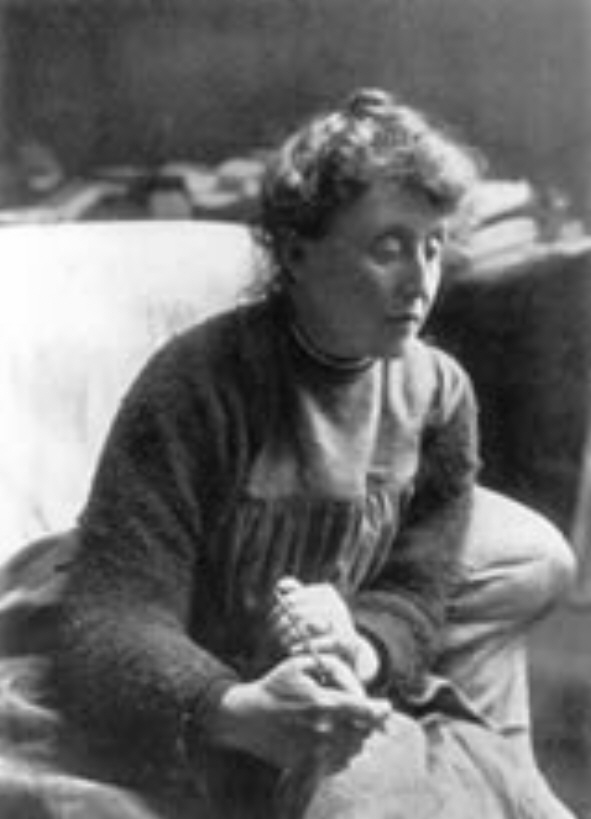
Evelyn De Morgan (* 1855)

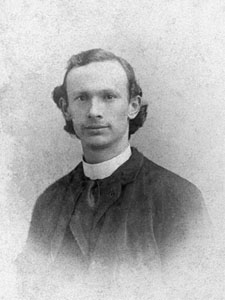
Christiaan Cornelissen (* 1864)

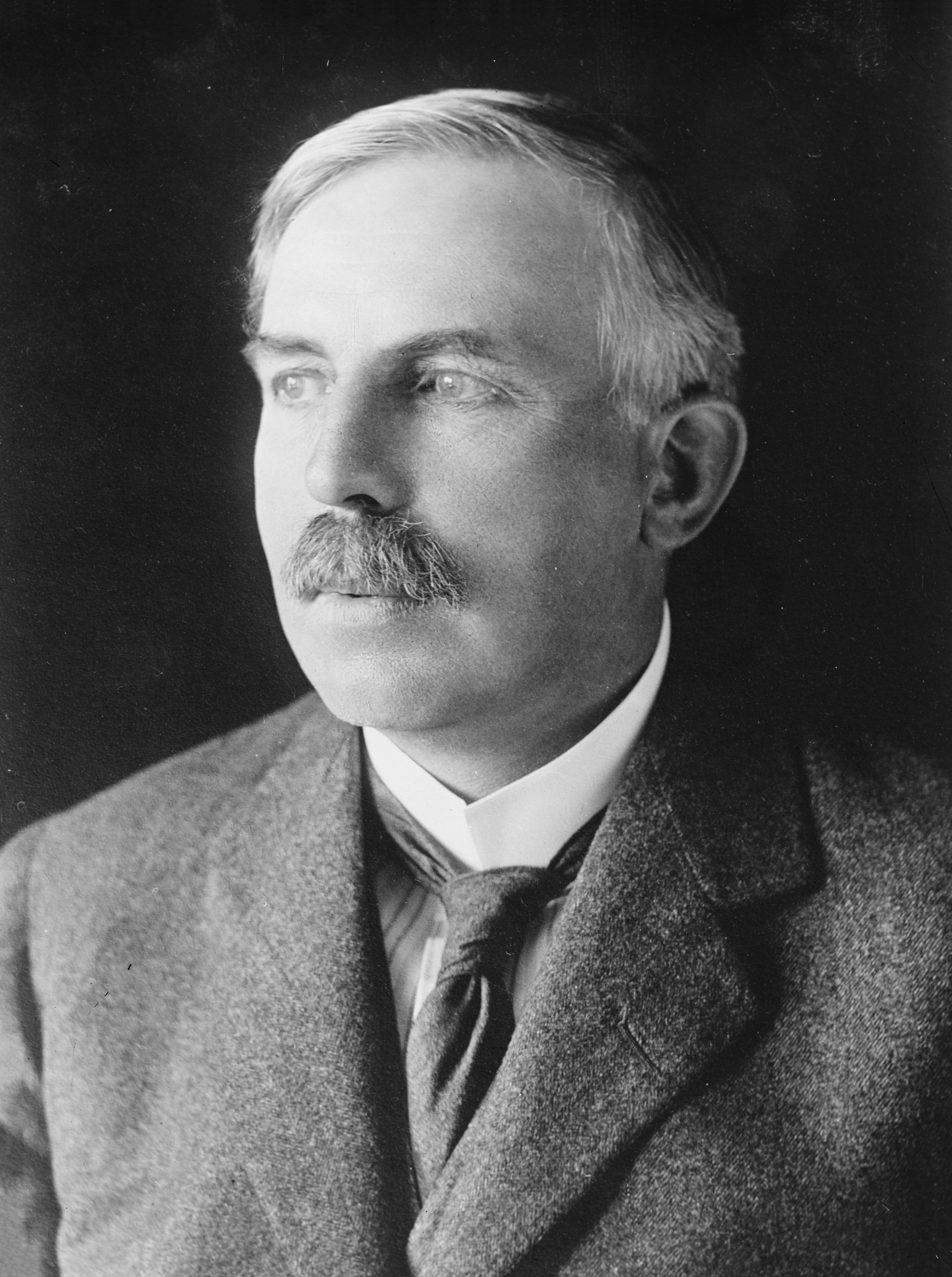
Ernest Rutherford (* 1871)

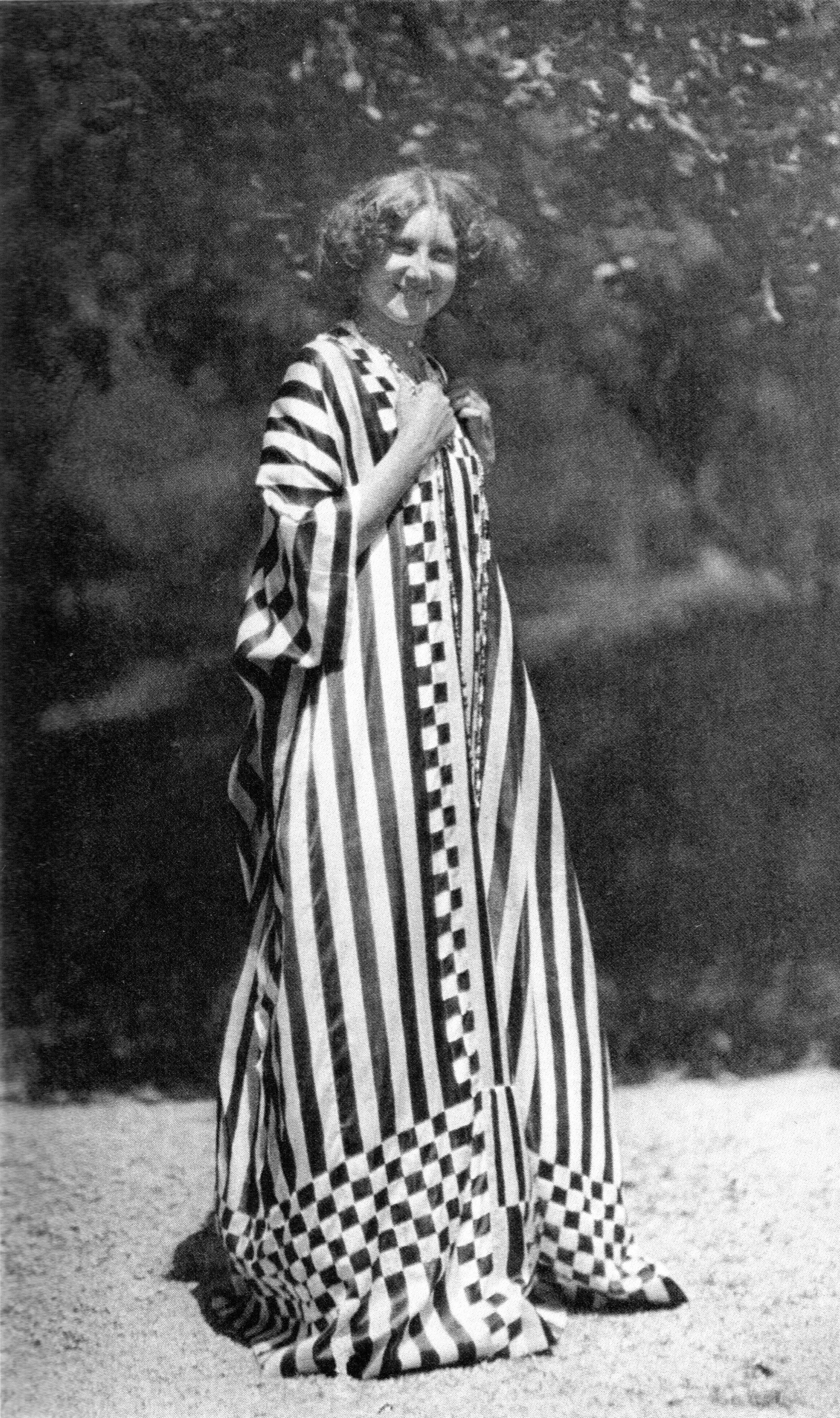
Emilie Flöge (* 1874)

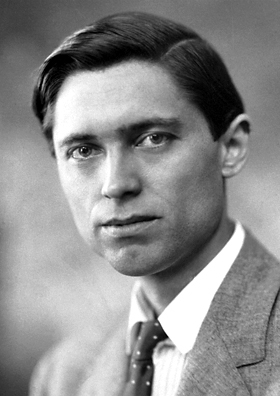
The Svedberg (* 1884)

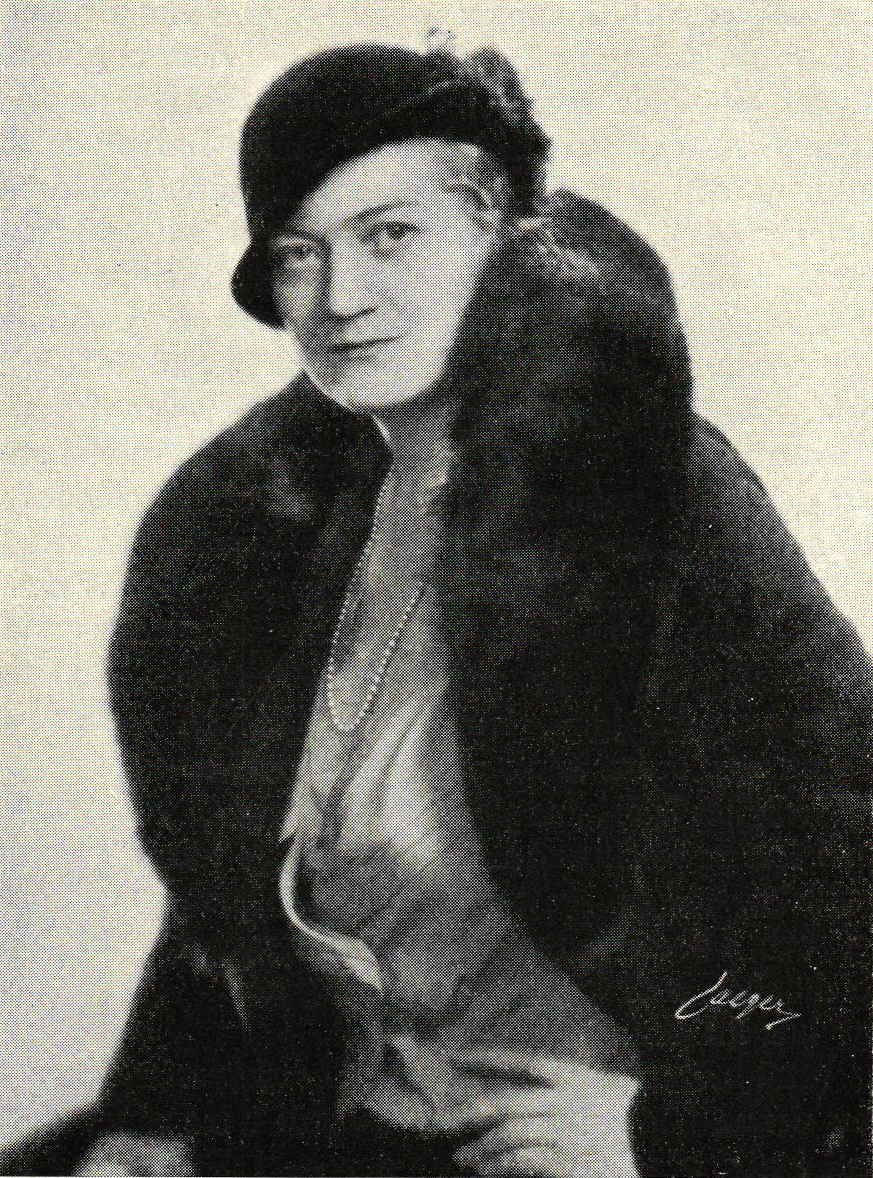
Bodil Ipsen (* 1889)

- 1852: Jacobus Henricus van ’t Hoff, niederländischer Chemiker, erster Nobelpreisträger für Chemie
- 1852: Julian Alden Weir, US-amerikanischer Maler
- 1853ː August Hermann Franke, deutscher evangelischer Theologe und Kirchenlieddichter
- 1853: Percy Goetschius, US-amerikanischer Musiktheoretiker und Kompositionslehrer
- 1853: Hermine von Janda, österreichische Malerin
- 1854: Lina Pfaff, deutsche Unternehmerin und Wohltäterin
- 1855: Evelyn De Morgan, britische Malerin
- 1855: Adauctus Aurélio de Miranda Henriques, brasilianischer Geistlicher, Erzbischof von Paraíba
- 1856: Carl Runge, deutscher Mathematiker
- 1858: Fritz von Friedlaender-Fuld, deutscher Montan-Industrieller
- 1858: Ignaz Sowinski, österreichischer Architekt
- 1860: Richard Küch, deutscher Physiker und Chemiker
- 1860: Isaak Iljitsch Lewitan, russischer Maler
- 1863: Sergei Michailowitsch Prokudin-Gorski, russischer Fotograf, Pionier der Farbfotografie
- 1864: Christiaan Cornelissen, niederländischer Aktivist und Autor
- 1868: Josef Schmid, deutscher Organist, Chorleiter und Komponist
- 1869: Georg Graf von Arco, deutscher Physiker
- 1870: Paul Göbel, deutscher Kommunalpolitiker, Oberbürgermeister von Heilbronn
- 1870: Lawr Georgijewitsch Kornilow, russischer General und Putschist, Oberster Befehlshaber der russischen Armee im Ersten Weltkrieg
- 1870ː Alexandra von Griechenland und Dänemark, durch Heirat Großfürstin von Russland aus dem Haus Romanow-Holstein-Gottorp
- 1870: Alister MacKenzie, schottischer Golfarchitekt
- 1871: David David-Weill, französischer Bankier, Kunstsammler und Mäzen
- 1871: Ernest Rutherford, britischer Atomphysiker, Nobelpreisträger
- 1873: Albrecht Burchard, deutscher Mediziner und Hochschullehrer
- 1874: Alexander Baranowsky, deutscher Maler, Bühnenbildner, Gebrauchsgraphiker und Professor
- 1874: Emilie Flöge, österreichische Designerin, Modeschöpferin und Unternehmerin
- 1875: Hermann Kutzschbach, deutscher Dirigent und Musikpädagoge
- 1877: Hermann Muckermann, deutscher Geistlicher, Biologe, Anthropologe und Rassentheoretiker
- 1878: Arthur Koepchen, deutscher Manager, Pionier der Energiewirtschaft
- 1879: Hermann Jacobsohn, deutscher Altphilologe
- 1880: Nikolai Astrup, norwegischer Maler
- 1880: Konrad Graf von Preysing, deutscher Geistlicher, Bischof von Eichstätt und Berlin
- 1883: Walter Amstalden, Schweizer Rechtsanwalt und Politiker
- 1883: Theo van Doesburg, niederländischer Maler und Kunsttheoretiker
- 1884: Karl Augustin, schweizerischer Druckereiunternehmer und Verleger
- 1884: The Svedberg, schwedischer Chemiker
- 1885: Paul Goesch, deutscher Architekt und Maler, NS-Opfer
- 1885: Wendelin Rauch, deutscher Geistlicher, Erzbischof von Freiburg im Breisgau
- 1886: August Sonnefeld, deutscher Optiker
- 1887: Kalle Anttila, finnischer Ringer, Olympiasieger, Weltmeister
- 1887: Adam Kuckhoff, deutscher Schriftsteller und Widerstandskämpfer, Opfer des Nationalsozialismus
- 1888: Walther Penck, deutscher Geomorphologe
- 1889: Erich Brock, deutsch-schweizerischer Philosoph und Hochschullehrer
- 1889: Mile Budak, jugoslawischer Schriftsteller, Publizist und Politiker, Minister und Diplomat des Unabhängigen Staates Kroatien, Täter des Holocaust
- 1889: Bodil Ipsen, dänische Schauspielerin und Regisseurin
- 1890: Leo Cherniavsky, kanadischer Geiger ukrainischer Herkunft
- 1890: Wilhelm Königswarter, deutscher Politiker, Mitglied der Berliner Stadtverordnetenversammlung, MdB
- 1891: Helene Holzman, deutsche Malerin, Gerechte unter den Völkern
- 1891: Henry Tandey, britischer Soldat, höchstdekorierter britischer Private des Ersten Weltkriegs
- 1893: Julius Bender, deutscher Theologe, Landesbischof der Evangelischen Landeskirche in Baden
- 1893: Huey Long, US-amerikanischer Politiker, Gouverneur von Louisiana, Senator
- 1894: Max Hodann, deutscher Arzt, Sexualreformer und Eugeniker
- 1894: Charles Reznikoff, US-amerikanischer Poet
- 1895: Eduard Arnold, Schweizer Jurist und Politiker, Nationalrat, Bundesrichter
- 1896: Raymond Massey, kanadisch-US-amerikanischer Schauspieler
- 1896: Willy Reichert, deutscher Komiker und Schauspieler
- 1898: Shirley Booth, US-amerikanische Schauspielerin
- 1898: Zofia Marchlewska, polnische Schriftstellerin
- 1899: Ray Arcel, US-amerikanischer Boxtrainer
- 1900ː Olga Bloch, deutsche Kunsthistorikerin, Opfer des Holocaust

### 20. Jahrhundert

#### 1901–1925

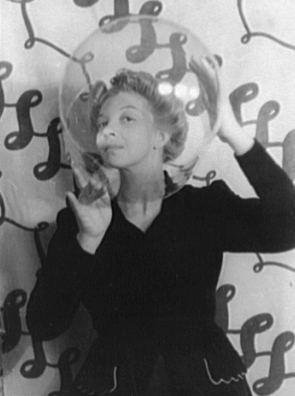
Leonor Fini (* 1907)

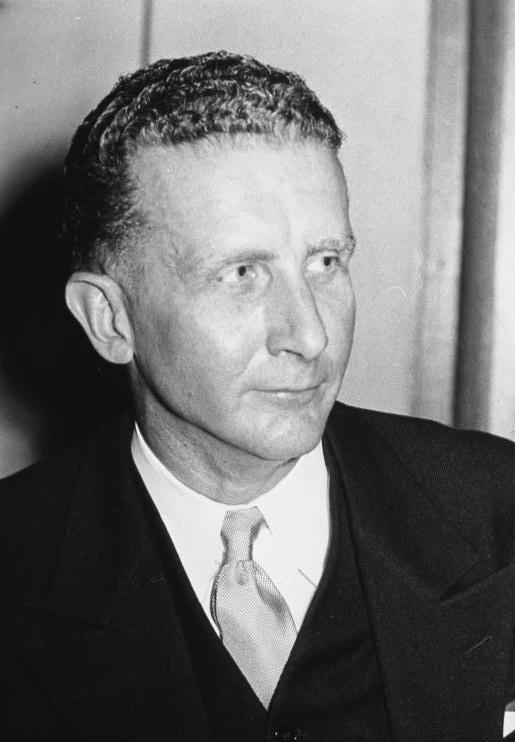
Hans Georg Rupp (* 1907)

- 1901: Felix Abraham, deutscher Arzt
- 1901: György Lehoczky, ungarisch-deutscher Architekt und Kirchenfenstermaler
- 1901: Wilhelm Szabo, österreichischer Lehrer, Dichter und Lyrikübersetzer
- 1902: Joseph Maria Bocheński, polnischer Philosoph und Logiker
- 1902: Alois Carigiet, Schweizer Maler und Kinderbuchautor
- 1902: Arnold Walter, tschechisch-kanadischer Komponist, Musikpädagoge und Musikschriftsteller
- 1903: Asbjørn Andersen, dänischer Schauspieler und Filmregisseur
- 1903: Johannes Brüns, deutscher Politiker, MdB
- 1903: Pietro Pavan, italienischer Theologe, Kardinal der römisch-katholischen Kirche
- 1903: Manuel Felipe Rugeles, venezolanischer Lyriker und Essayist
- 1904: John Eldredge, US-amerikanischer Schauspieler
- 1904: Johan Huges, niederländischer Ruderer
- 1904: Anton Weber, deutscher Filmarchitekt, Regisseur und Künstler
- 1905: Alfred Abegg, Schweizer Politiker
- 1906: Joan Blondell, US-amerikanische Schauspielerin
- 1906: Hedwig Pistorius, österreichische Schauspielerin
- 1907: Leonor Fini, argentinisch-französische Malerin des Surrealismus
- 1907: Hans Osel, deutscher Bildhauer
- 1907: Hans Georg Rupp, deutscher Rechtswissenschaftler, Richter am Bundesgerichtshof und Bundesverfassungsgericht
- 1908: Josef Ahrer, österreichischer Sozialdemokrat und Revolutionär
- 1908: Fred MacMurray, US-amerikanischer Schauspieler
- 1909: Werner Vollborn, deutscher Theologe und Hochschullehrer
- 1910ː Varvara Milenović, Nonne der Serbisch-Orthodoxe Kirche und Äbtissin des Klosters Ljubostinja
- 1910: Pierre Vago, französischer Architekt, Redakteur und Verbandsfunktionär
- 1911: Gigi Parrish, US-amerikanische Schauspielerin
- 1911: Arsenio Rodríguez, kubanischer Musiker und Komponist
- 1912: Gianfranco Gazzana Priaroggia, italienischer Marineoffizier
- 1912: Edward Mills Purcell, US-amerikanischer Physiker
- 1913: Richard Stone, britischer Wirtschaftswissenschaftler, Nobelpreisträger
- 1914: Sydney Wooderson, britischer Leichtathlet
- 1915: Hermann Albrecht, deutscher Problemkomponist im Schach
- 1916: Antoine Andrieux, französischer Politiker
- 1916: Heinz Frehsee, deutscher Politiker, MdB, MdEP

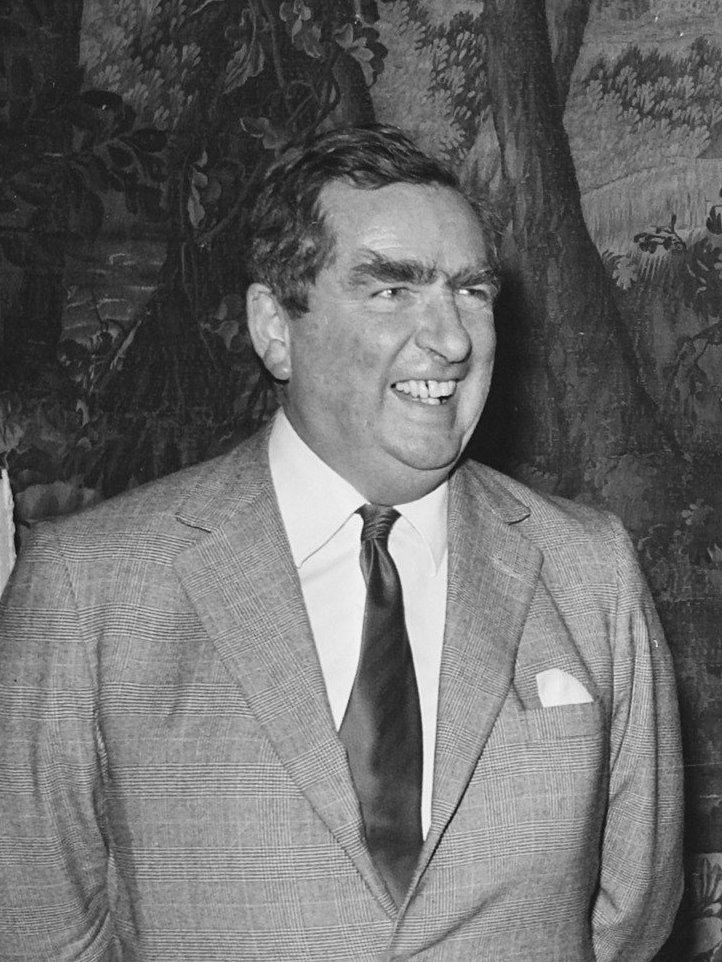
Denis Healey (* 1917)

- 1917: Denis Healey, britischer Politiker
- 1917: Wladimir Kirillowitsch Romanow, russischer Adelsnachfahre, Urenkel des russischen Zaren Alexander II.
- 1918ː Anita Bärwirth, deutsche Turnerin
- 1918: Ted Williams, US-amerikanischer Baseballspieler und -manager
- 1919: Wolfgang Wagner, deutscher Opernregisseur, Bühnenbildner und Festspielleiter
- 1919: Kitty Wells, US-amerikanische Sängerin
- 1920: Harald Deilmann, deutscher Architekt und Autor
- 1920: Friedrich Schaller, deutscher Zoologe
- 1922: Regina Resnik, US-amerikanische Opernsängerin
- 1922: Ernst Wilczok, deutscher Politiker, MdL
- 1923: Vic Seixas, US-amerikanischer Tennisspieler
- 1923: Gerhard Wimberger, österreichischer Komponist, Dirigent und Hochschullehrer
- 1924: Kenny Dorham, US-amerikanischer Jazz-Trompeter, Sänger und Komponist
- 1924: Robert Zimmerling, deutscher Schauspieler
- 1925: Rolf Henniger, deutscher Schauspieler und Regisseur
- 1925: Doris Jannausch, deutsche Schriftstellerin

#### 1926–1950

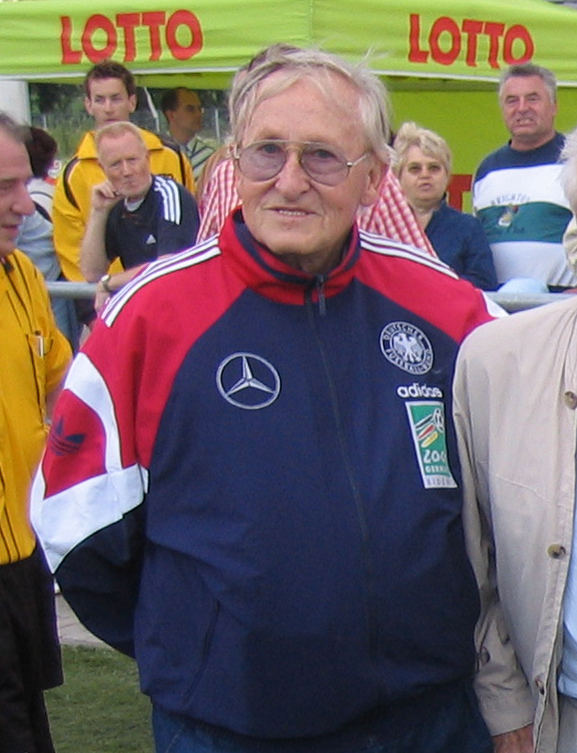
Rudi Gutendorf (* 1926)
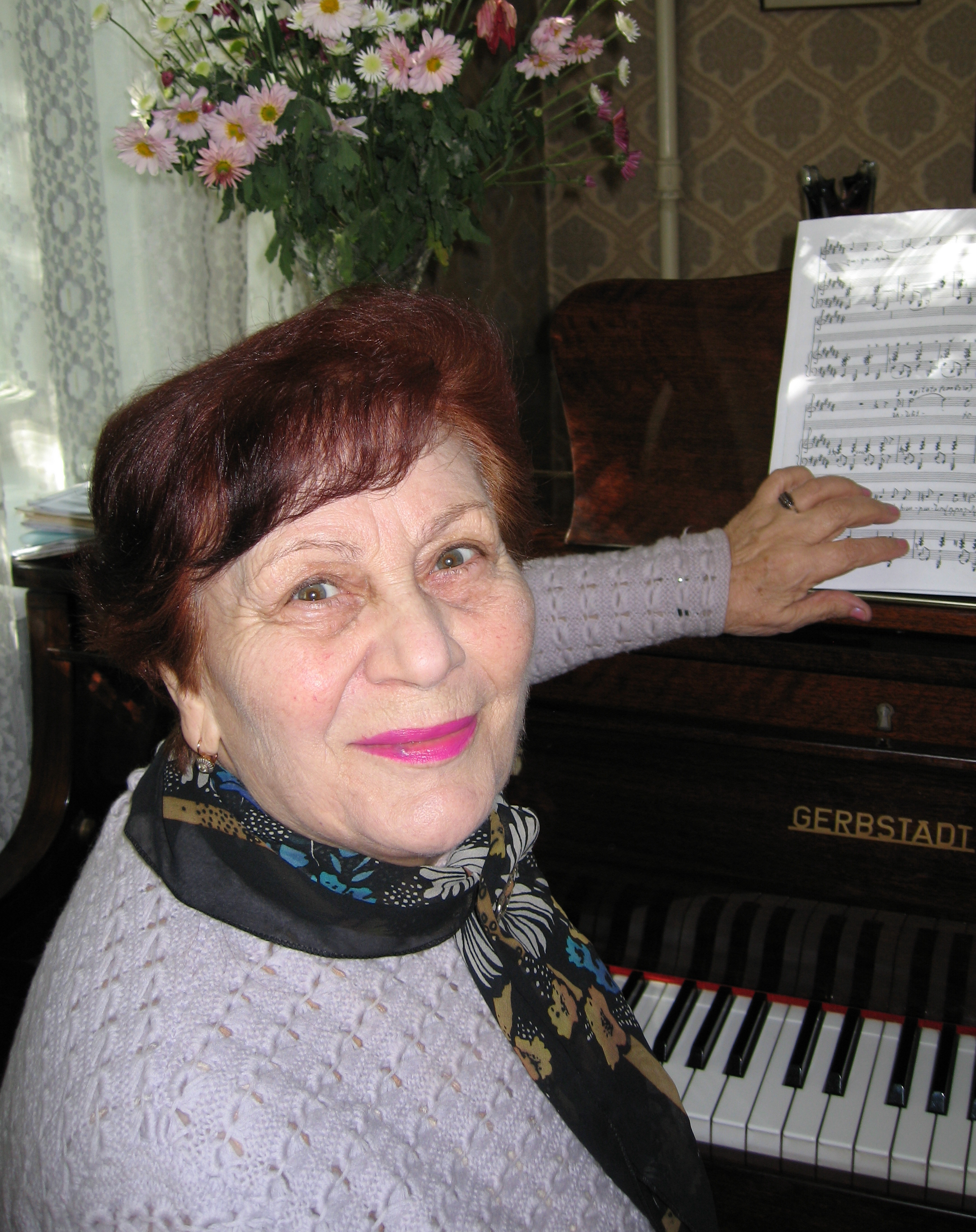
Geghuni Tschittschjan (* 1929)
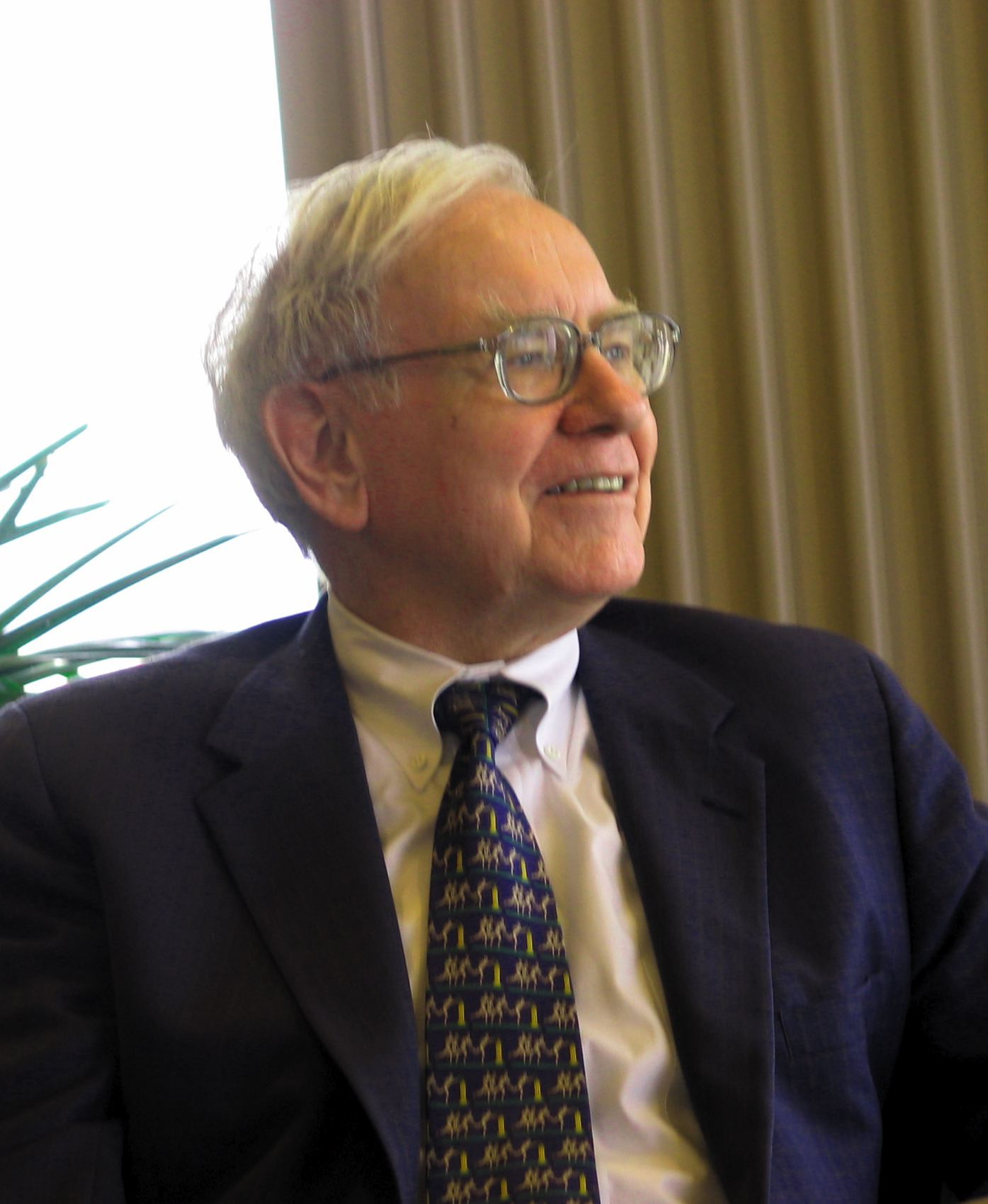
Warren Buffett (* 1930)
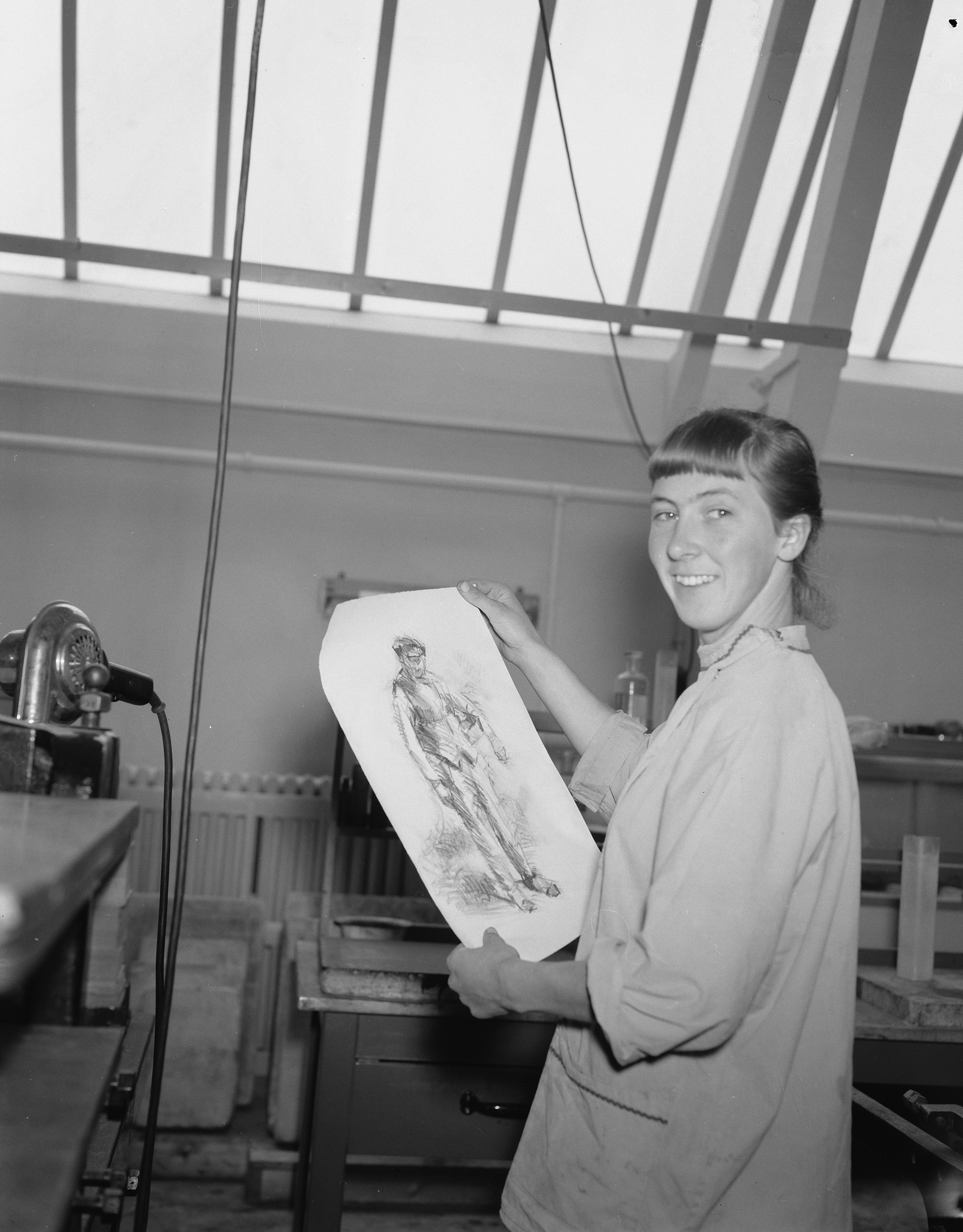
Emmy Eerdmans (* 1931)
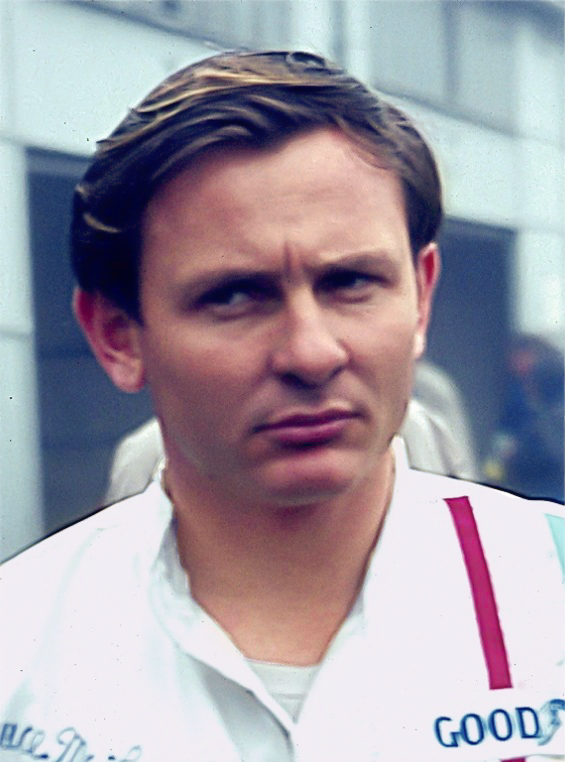
Bruce McLaren (* 1937)

- 1926: Rudi Gutendorf, deutscher Fußballtrainer
- 1926: Hans Dieter Schwarze, deutscher Schriftsteller, Schauspieler und Regisseur
- 1927: George L. Hersey, US-amerikanischer Kunst- und Architekturhistoriker
- 1927: Piet Kee, niederländischer Organist und Komponist
- 1928: Lloyd Casner, US-amerikanischer Autorennfahrer und Teambesitzer
- 1928: Bill Daily, US-amerikanischer Komiker und Komödienschauspieler
- 1928: Carlos Vera, chilenischer Leichtathlet
- 1929: François Cheng, chinesischer Schriftsteller, Dichter und Kalligraph
- 1929: Rudolf Schefold, deutscher Fußballspieler
- 1929: Geghuni Tschittschjan, armenische Komponistin
- 1930: Warren Buffett, US-amerikanischer Großinvestor und Unternehmer
- 1930: Paul Poupard, französischer Theologe, Bischof und Kardinal der römisch-katholischen Kirche
- 1931ː Emmy Eerdmans, niederländische Malerin, Zeichnerin und Bildhauerin
- 1931: Ifor James, britischer Hornist
- 1931: Jack Swigert, US-amerikanischer Astronaut und Politiker
- 1932: Friedrich Wilhelm Kantzenbach, deutscher Kirchenhistoriker
- 1932: Wiktor Alexejewitsch Wasjulin, russischer Philosoph
- 1933: Luis Bacalov, argentinischer Filmkomponist
- 1933: Don Getty, kanadischer Canadian-Football-Spieler und Politiker, Premierminister von Alberta
- 1934: Richard Grathoff, deutscher Phänomenologe und Soziologe
- 1934: Baloo Gupte, indischer Cricketspieler
- 1935: Alexandra Bellow, rumänisch-US-amerikanische Mathematikerin
- 1935ː Sylvia Earle, US-amerikanische Ozeanografin
- 1935: Gerhard Mitter, deutscher Rennfahrer
- 1935: John Phillips, US-amerikanischer Musiker
- 1936: Gianfranco Petris, italienischer Fußballspieler
- 1936: Torsten Wolfgramm, deutscher Politiker, MdB, Parlamentarischer Staatssekretär
- 1937: Jean-Pierre Gaban, belgischer Autorennfahrer
- 1937: Gerhard Maier, deutscher Theologe, Landesbischof der Evangelischen Landeskirche in Württemberg
- 1937: Bruce McLaren, neuseeländischer Autorennfahrer, Gründer des Formel-1-Teams McLaren
- 1938ː Alev Ebüzziya Siesbye, türkische Glas- und Keramikkünslterin
- 1938: Lee Kinsolving, US-amerikanischer Schauspieler
- 1938: Abel Laudonio, argentinischer Boxer
- 1938: Hans Helmut Speidel, deutscher Brigadegeneral des Heeres der Bundeswehr
- 1939: Robert Hoffmann, österreichischer Schauspieler
- 1939: Ulla Lindkvist, schwedische Orientierungsläuferin
- 1939: John Peel, britischer Radiomoderator und DJ
- 1940: Vicente Burgal, Schweizer Radrennfahrer

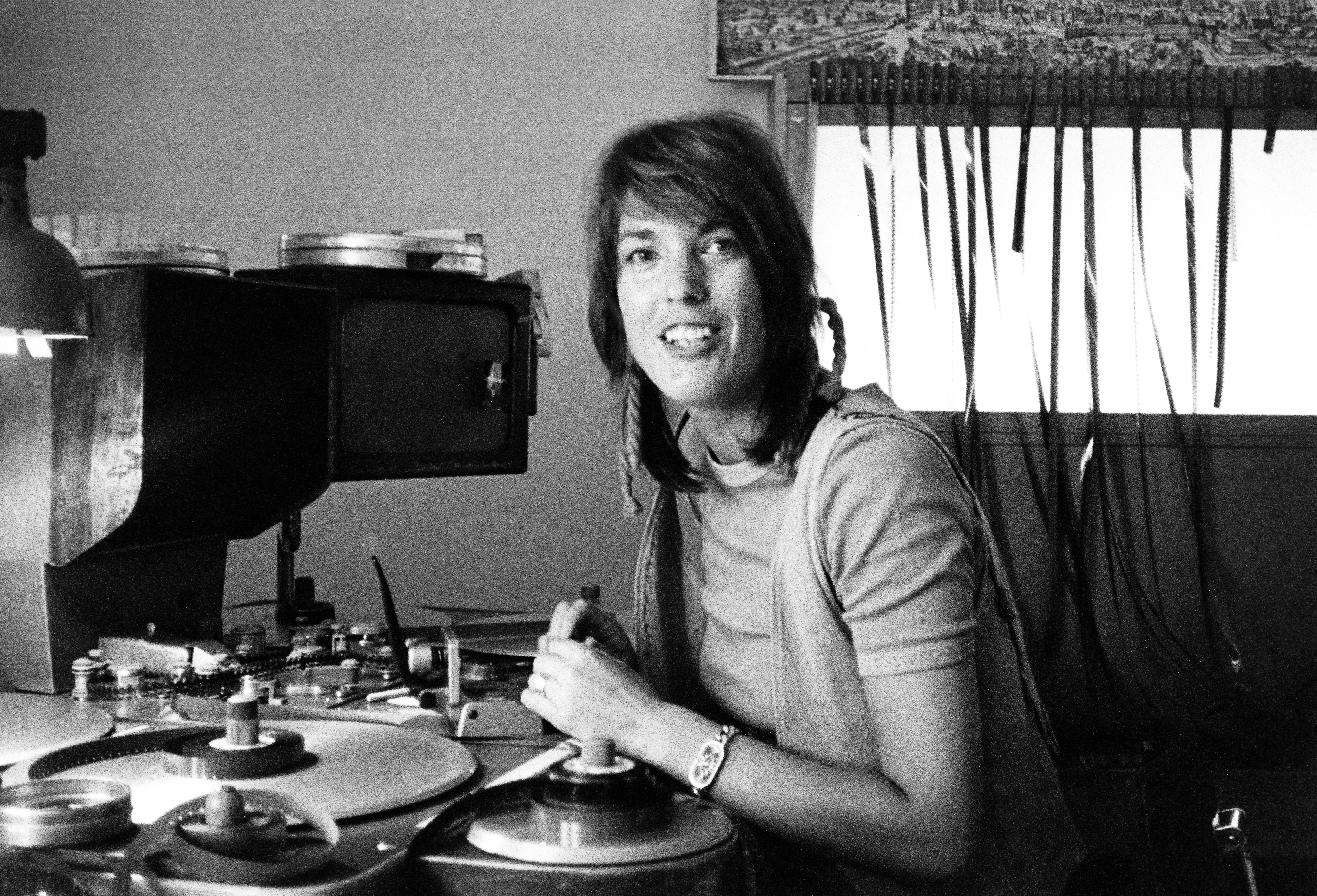
Siegrun Jäger (* 1941)
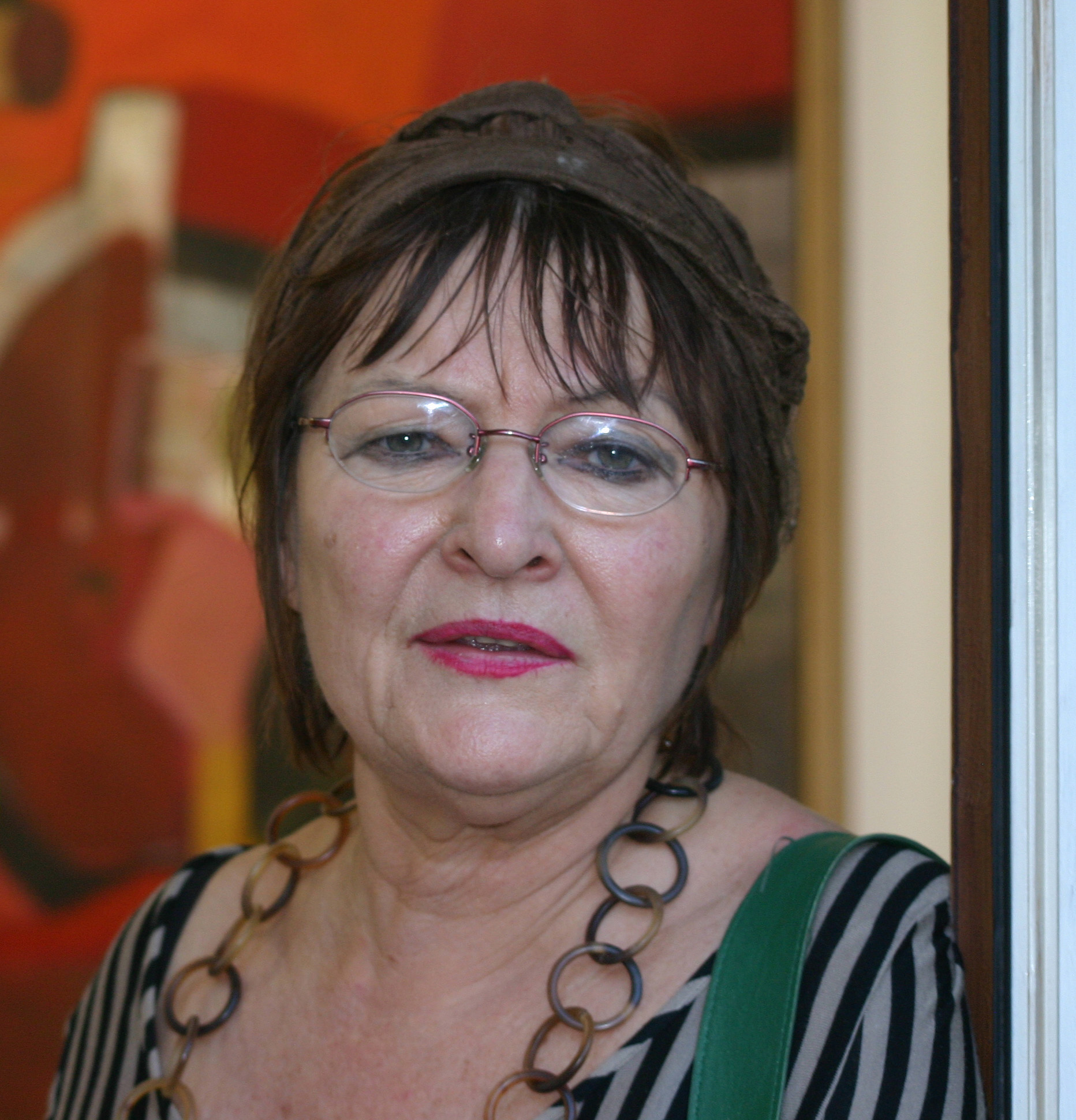
Christina Renker (* 1941)
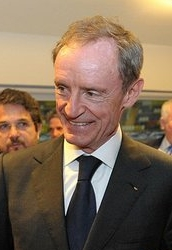
Jean-Claude Killy (* 1943)
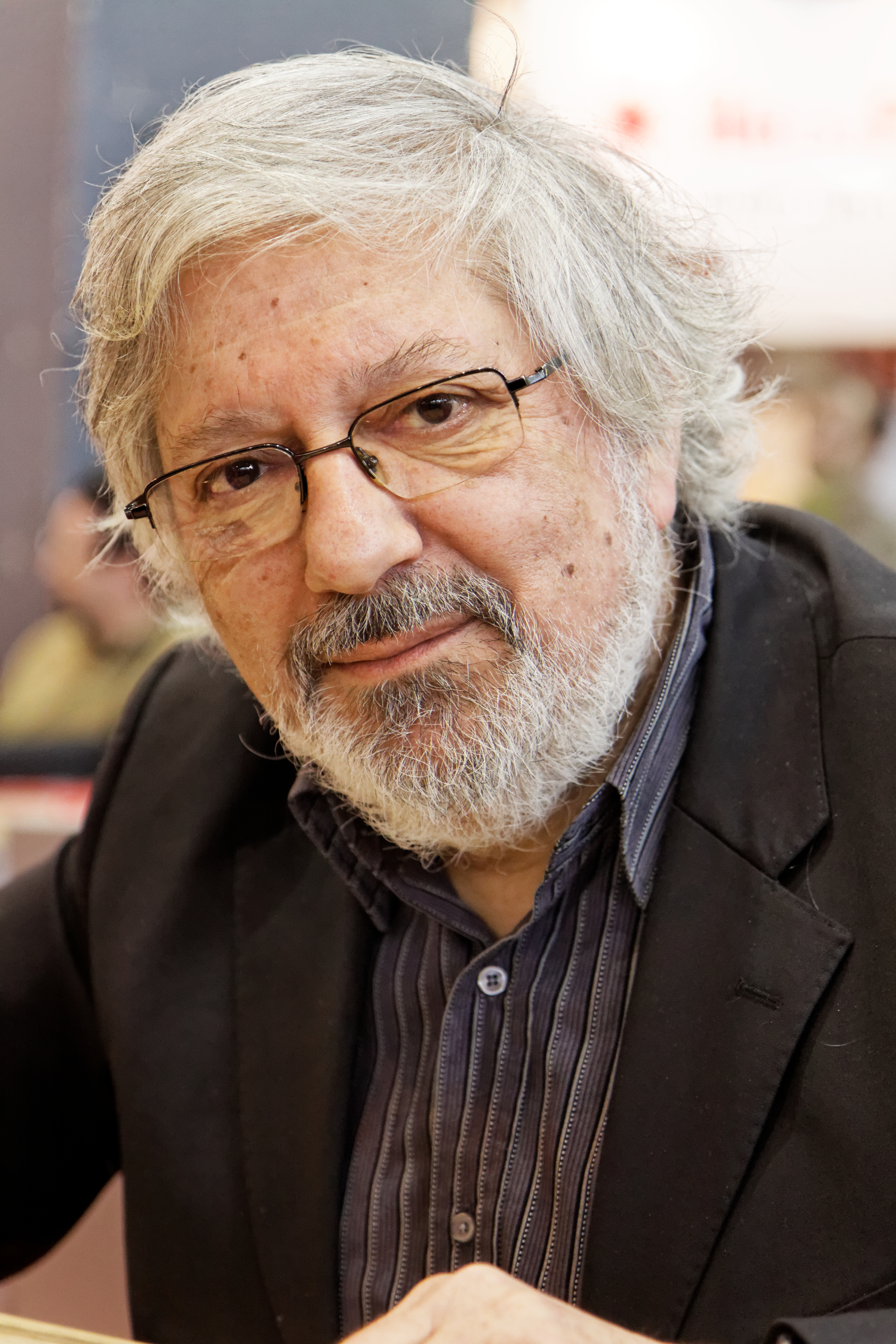
Jacques Tardi (* 1946)
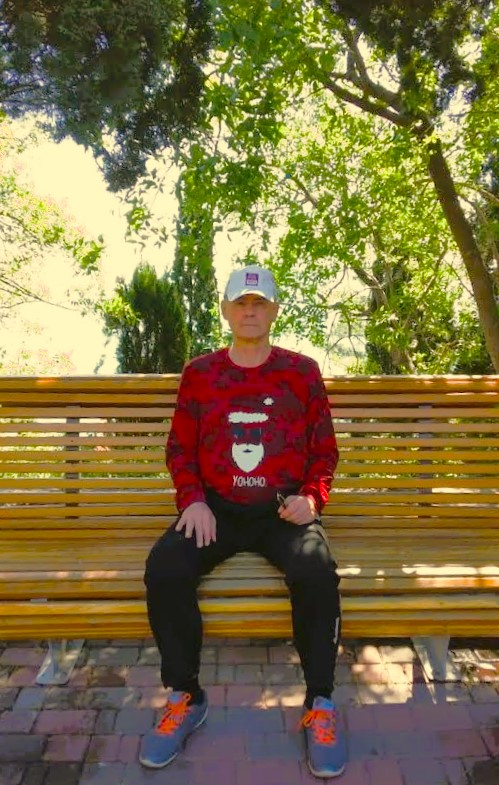
Wiktor Skumin (* 1948)

- 1941: Manfred Erdenberger, deutscher Journalist
- 1941: Ignazio Giunti, italienischer Rennfahrer
- 1941: Siegrun Jäger, deutsche Filmeditorin
- 1941: Christina Renker, deutsche Keramikerin
- 1942: Jonathan Aitken, britischer Politiker
- 1942: Yvon Ambrose, indischer Geistlicher, Bischof von Tuticorin
- 1943: Robert Crumb, US-amerikanischer Künstler, Illustrator und Musiker
- 1943: Jean-Claude Killy, französischer Skirennläufer, Olympiasieger
- 1943: David Maslanka, US-amerikanischer Komponist und Musikpädagoge
- 1944: Molly Ivins, US-amerikanische Zeitungskolumnistin
- 1944: Tug McGraw, US-amerikanischer Baseballspieler
- 1944: Wolf Roth, deutscher Schauspieler
- 1945: Tony Arbour, britischer Politiker
- 1945: Bernd Helfrich, deutscher Volksschauspieler und Regisseur
- 1945: Robert Kudielka, deutscher Kunstwissenschaftler
- 1945: Libuše Moníková, tschechische Schriftstellerin
- 1945: Heinz Weisenbach, deutscher Eishockeyspieler und -trainer
- 1946: Anne-Marie von Dänemark, Königin von Griechenland
- 1946: Bernd Walter Scheithauer, deutsch-amerikanischer Neuropathologe
- 1946: Jacques Tardi, französischer Comiczeichner
- 1947: Adolf Rösti, Schweizer Skirennfahrer
- 1947: Rauli Somerjoki, finnischer Rockmusiker und Sänger
- 1947: Jürgen Weiss, österreichischer Politiker, Bundesminister, Bundesratspräsident
- 1948: Fred Hampton, US-amerikanischer Bürgerrechtsaktivist
- 1948: Wiktor Skumin, russischer Wissenschaftler und Schriftsteller
- 1948: Dragoslav Stepanović, serbischer Fußballtrainer
- 1948: Jukka Tiensuu, finnischer Komponist, Cembalist, Dirigent und Pianist
- 1949: Christopher Collins, US-amerikanischer Filmschauspieler und Stand-up-Komiker
- 1949: Peter Maffay, rumänisch-deutscher Sänger
- 1950: Dana, irische Sängerin und Politikerin
- 1950: Antony Gormley, englischer Bildhauer
- 1950: Jacques Reymond, Schweizer Skitrainer

#### 1951–1975
- 1951: Gediminas Kirkilas, litauischer Politiker
- 1951: Behgjet Pacolli, kosovarisch-schweizerischer Unternehmer und Politiker
- 1952: Wojciech Fibak, polnischer Tennisspieler
- 1953: Robert Parish, US-amerikanischer Basketballspieler
- 1953: Werner Schnappauf, deutscher Politiker, MdL, bayerischer Staatsminister
- 1954: Stefan Bollinger, deutscher Politikwissenschaftler und Historiker

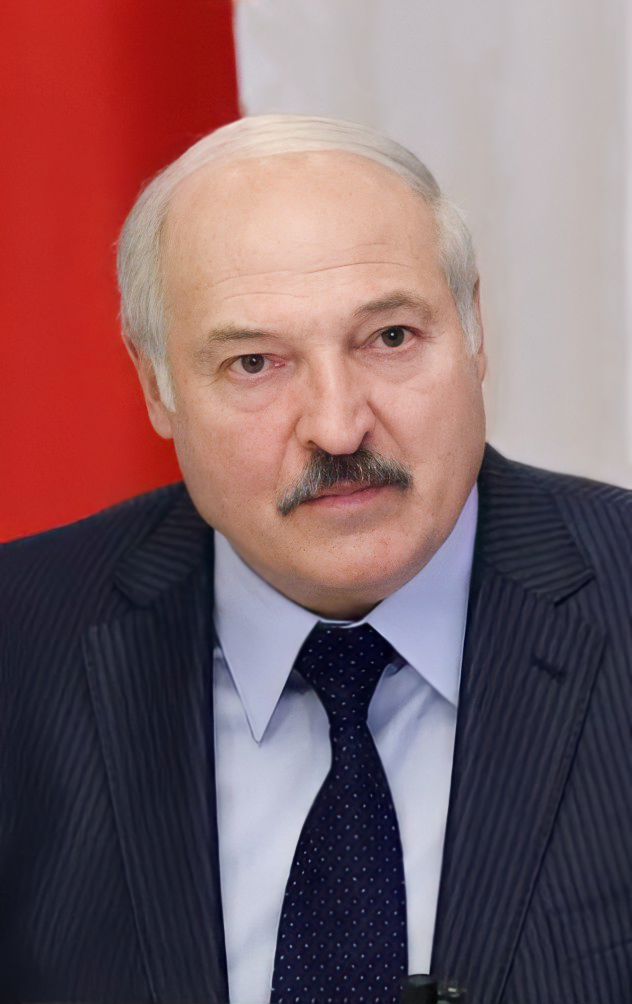
Aljaksandr Lukaschenka (* 1954)

- 1954: Aljaksandr Lukaschenka, belarussischer Politiker, Staatspräsident
- 1954: David Paymer, US-amerikanischer Schauspieler
- 1954: Brigitte Totschnig, österreichische Skirennläuferin
- 1955: Uwe Fellensiek, deutscher Schauspieler und Musiker
- 1955: Manja Göring, deutsche Schauspielerin
- 1955: Helge Schneider, deutscher Musiker, Schauspieler, Comedian und Regisseur
- 1955: Dietlind Tiemann, deutsche Politikerin
- 1956: Ismaël Lô, senegalesischer Musiker
- 1956: Julian Richings, britisch-kanadischer Schauspieler
- 1956: Bernadette Zurbriggen, Schweizer Skirennläuferin
- 1957: Gerald Albright, US-amerikanischer Jazzsaxophonist
- 1957: Raulín Rosendo, dominikanischer Salsasänger
- 1958: Werner Dreßel, deutscher Fußballspieler
- 1958: Karoline Linnert, deutsche Politikerin
- 1958: Gustaf Neumann, österreichischer Wirtschaftsinformatiker

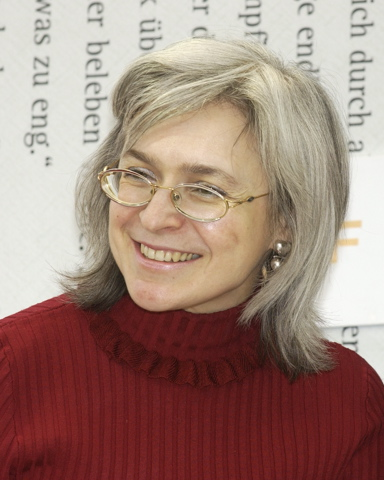
Anna Politkowskaja (* 1958)

- 1958: Anna Stepanowna Politkowskaja, russische Journalistin und Autorin
- 1959: Stephan Braun, deutscher Politiker
- 1959: Armin Görtz, deutscher Fußballspieler
- 1959: Harald Weyel, deutscher Ökonom und Politiker
- 1960: Gary Ivan Gordon, US-amerikanischer Soldat
- 1960: Bako Sahakjan, armenischer Politiker
- 1962: François Delecour, französischer Rallyefahrer
- 1962: Alexander Walterowitsch Litwinenko, russischer Journalist und Buchautor
- 1962: Bernard Thompson, US-amerikanischer Basketballspieler
- 1963: Paul Oakenfold, britischer DJ und Produzent

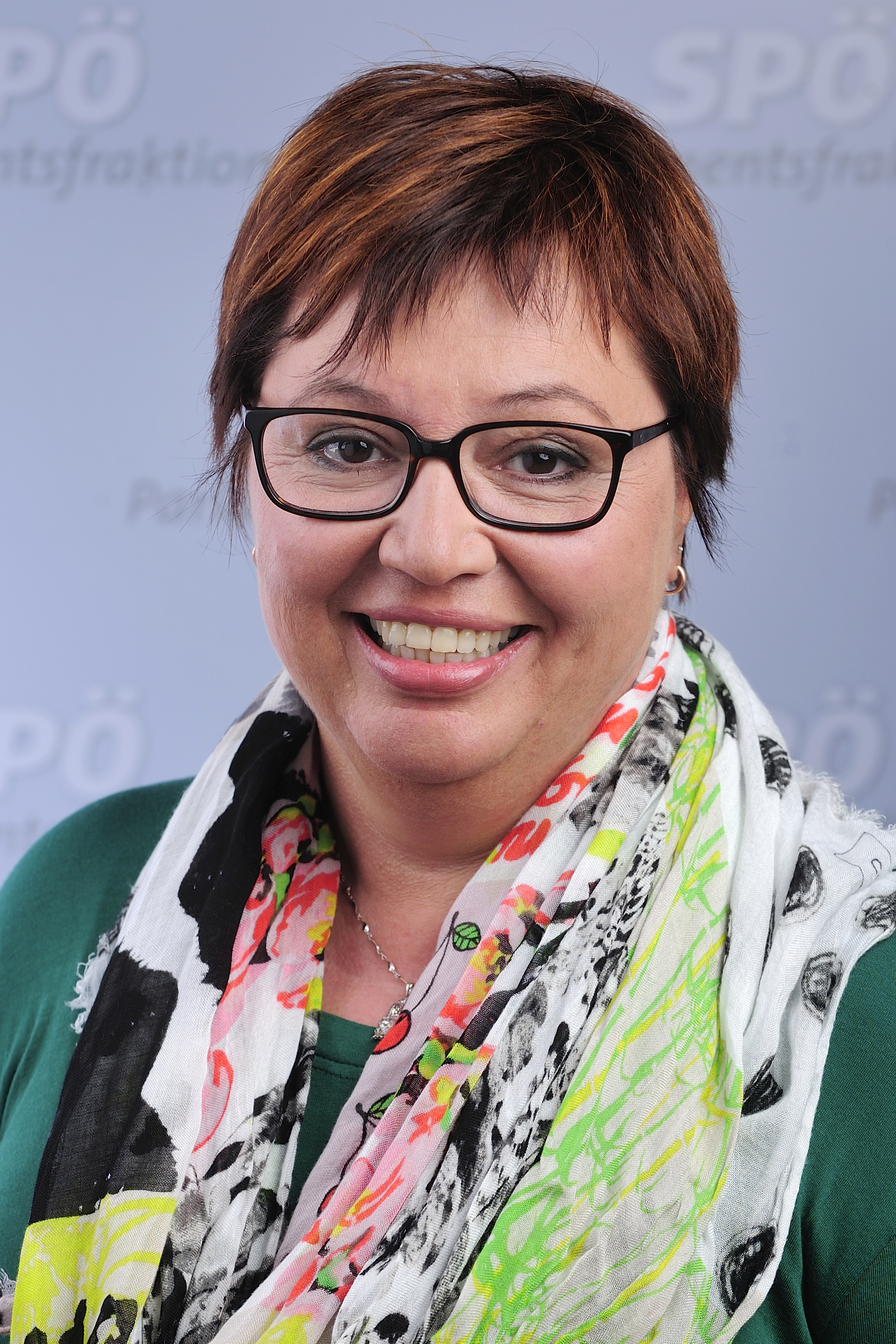
Sabine Oberhauser (* 1963)

- 1963: Sabine Oberhauser, österreichische Politikerin
- 1964: Kai Ebel, deutscher Redakteur und Reporter
- 1964: Alexander Radwan, deutscher Politiker, MdEP
- 1966: Joann Fletcher, britische Archäologin
- 1966: Michael Michele, US-amerikanische Schauspielerin
- 1968: Götz Frömming, deutscher Historiker und Politiker
- 1969: Vladimir Jugović, serbischer Fußballspieler
- 1969: Michael Steiner, Schweizer Filmregisseur
- 1970: Isabel Ashdown, britische Schriftstellerin
- 1970: Paulo Sousa, portugiesischer Fußballspieler
- 1971: Mirko Eichhorn, deutscher Eiskunstläufer
- 1971: Martin Gerster, deutscher Politiker, MdB

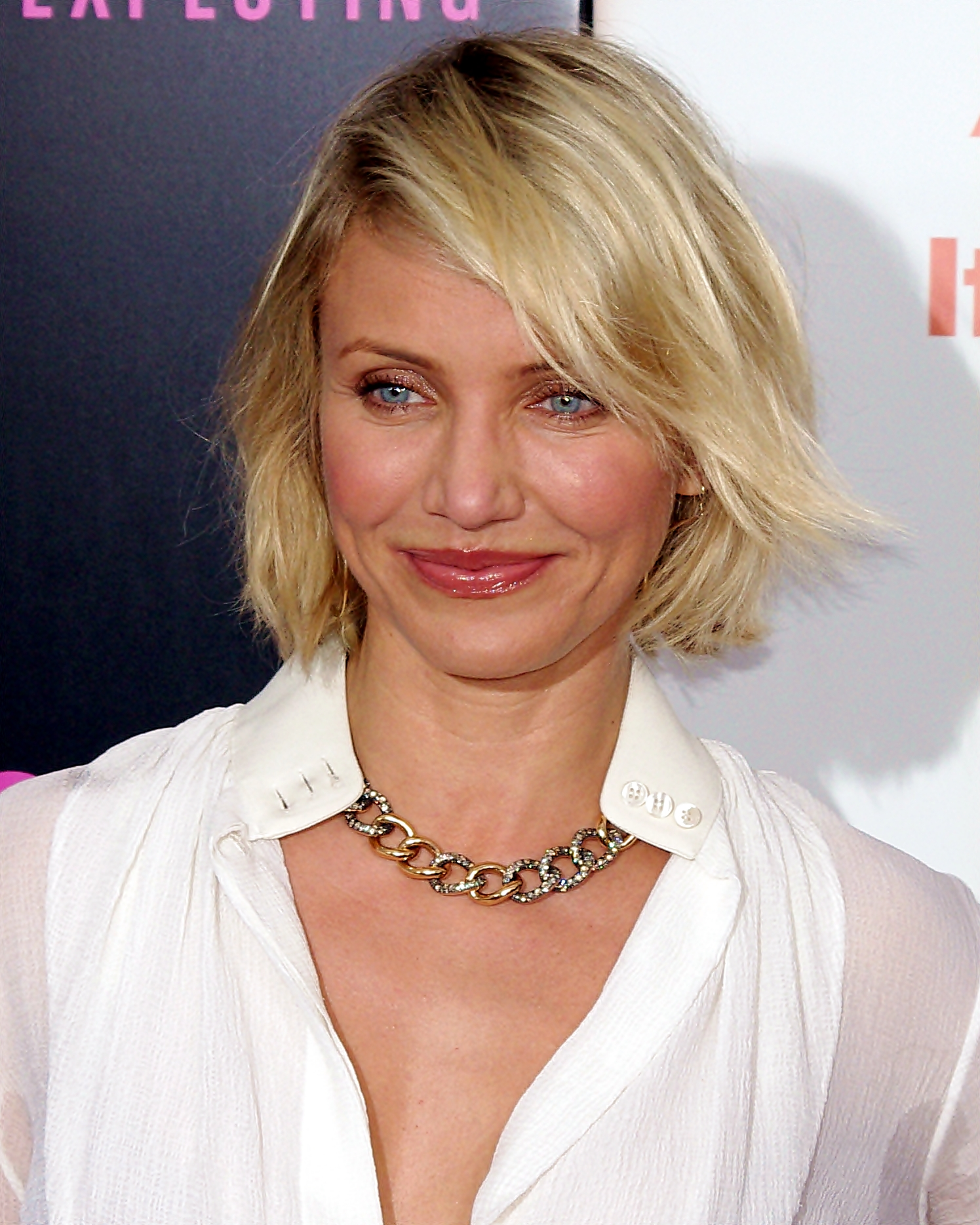
Cameron Diaz (* 1972)

- 1972: Cameron Diaz, US-amerikanische Schauspielerin
- 1972: Pavel Nedvěd, tschechischer Fußballspieler
- 1973: Claudia Bokel, deutsche Degenfechterin
- 1973: Tobi Hofmann, deutscher Jazzmusiker und Schauspieler
- 1974: Kristin Lenhardt, deutsche Schauspielerin
- 1974: Dennis Weiland, deutscher Fußballspieler
- 1975: Marina Wjatscheslawowna Anissina, russische Eiskunstläuferin
- 1975: Giorgi Assanidse, georgischer Gewichtheber
- 1975: Marcus Weichert, deutscher Politiker

#### 1976–2000

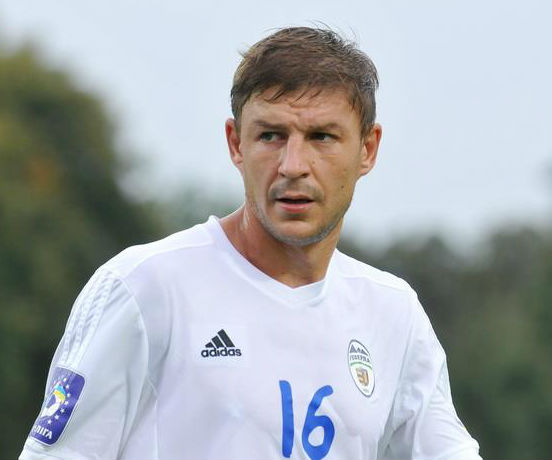
Maksim Shatskix (* 1978)

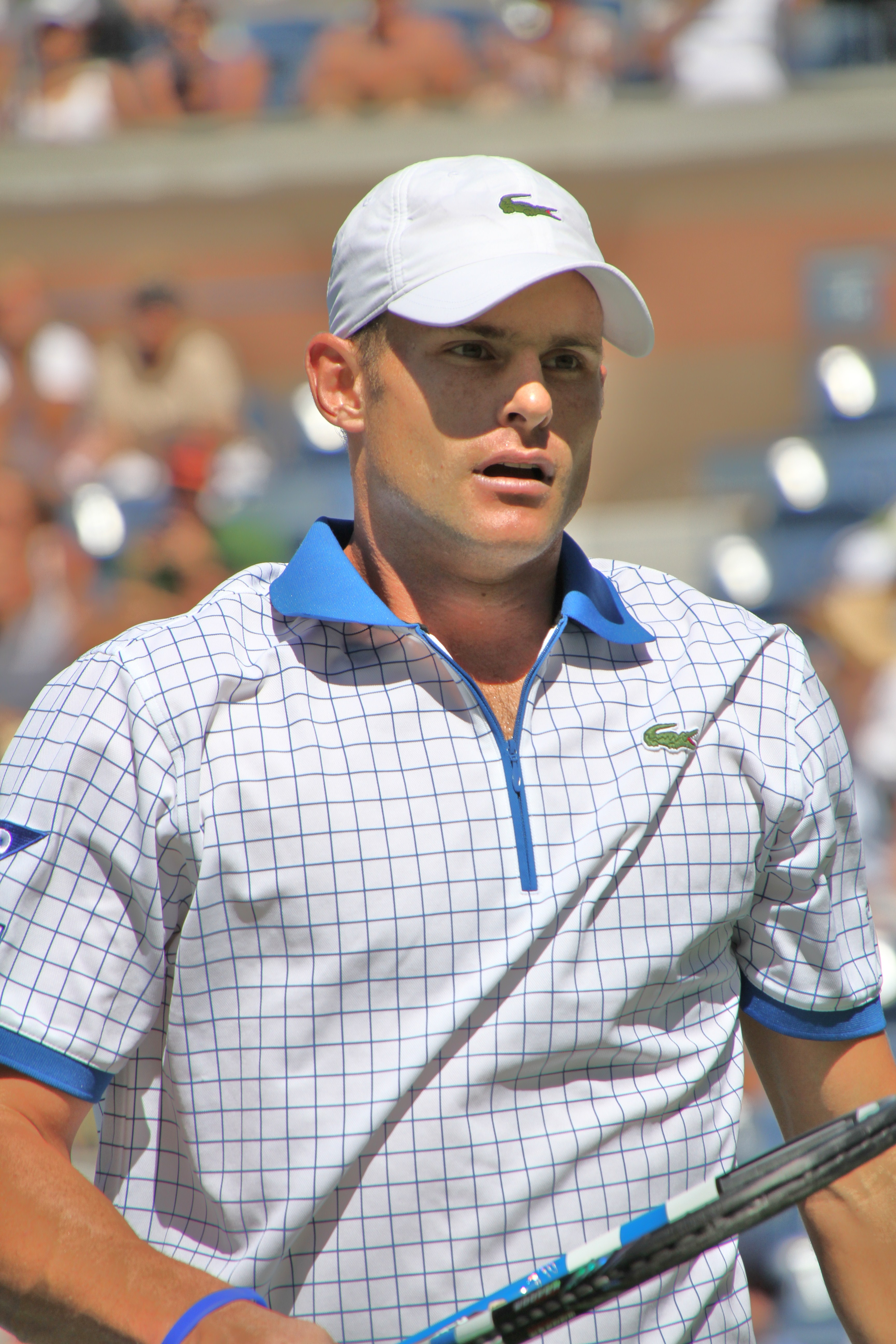
Andy Roddick (* 1982)

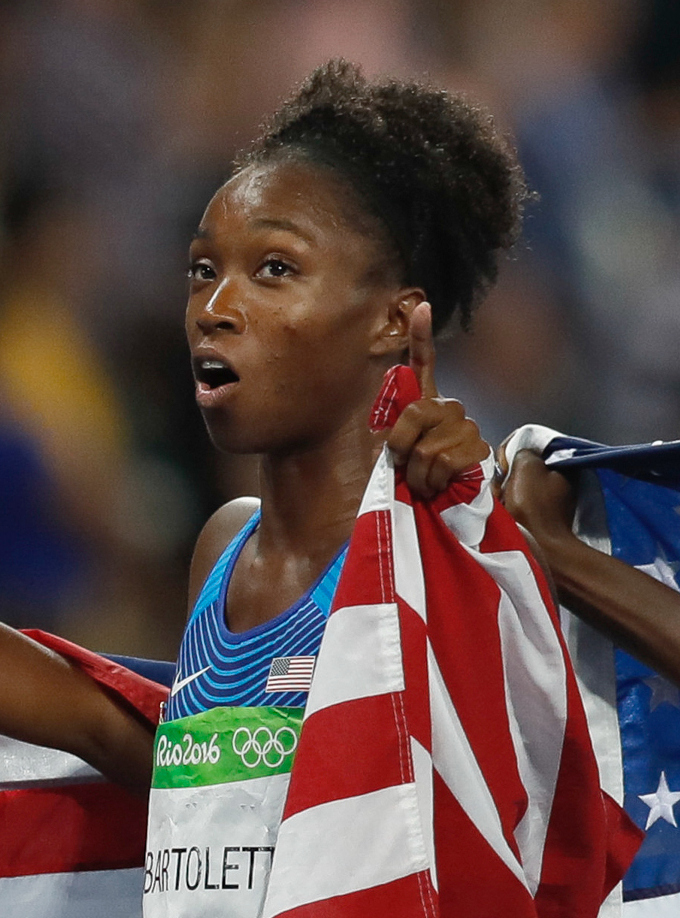
Tianna Bartoletta (* 1985)

- 1976: Sarah-Jane Potts, britische Schauspielerin
- 1977: Shaun Alexander, US-amerikanischer American-Football-Spieler
- 1977: George Kollias, griechischer Musiker
- 1977: Kamil Kosowski, polnischer Fußballspieler
- 1977: Félix Sánchez, dominikanischer Leichtathlet
- 1977: Nadia Zülow, deutsche Voltigiererin
- 1978: Maksim Shatskix, usbekischer Fußballspieler
- 1978: Swetoslaw Todorow, bulgarischer Fußballspieler
- 1979: Juan Ignacio Chela, argentinischer Tennisspieler
- 1980: Safet Nadarević, bosnisch-herzegowinischer Fußballspieler
- 1980: Krisztián Szollár, ungarischer Fußballspieler
- 1981: Veli Acar, türkischer Fußballspieler
- 1981: André Niklaus, deutscher Leichtathlet
- 1982: Sarah Jentgens, deutsche Eiskunstläuferin
- 1982: Kipland Kinkel, US-amerikanischer Amokläufer
- 1982: Andy Roddick, US-amerikanischer Tennisspieler
- 1983: Emmanuel Culio, argentinischer Fußballspieler
- 1983: Jun Matsumoto, japanischer Sänger und Schauspieler
- 1983: Simone Pepe, italienischer Fußballspieler
- 1983: Andy Schmid, Schweizer Handballspieler
- 1984: Jinjin Harder, deutsche Reality-TV-Darstellerin
- 1984: Oleksandr Lasarowytsch, ukrainischer Skispringer
- 1984: Jana Neubert, deutsche Leichtathletin
- 1985: Tianna Bartoletta, US-amerikanische Leichtathletin
- 1985: Leisel Jones, australische Schwimmerin
- 1986: Ali Abbas, irakischer Fußballspieler
- 1986: Isabella Vinet, deutsche Schauspielerin
- 1986: Zafer Yelen, türkischer Fußballspieler

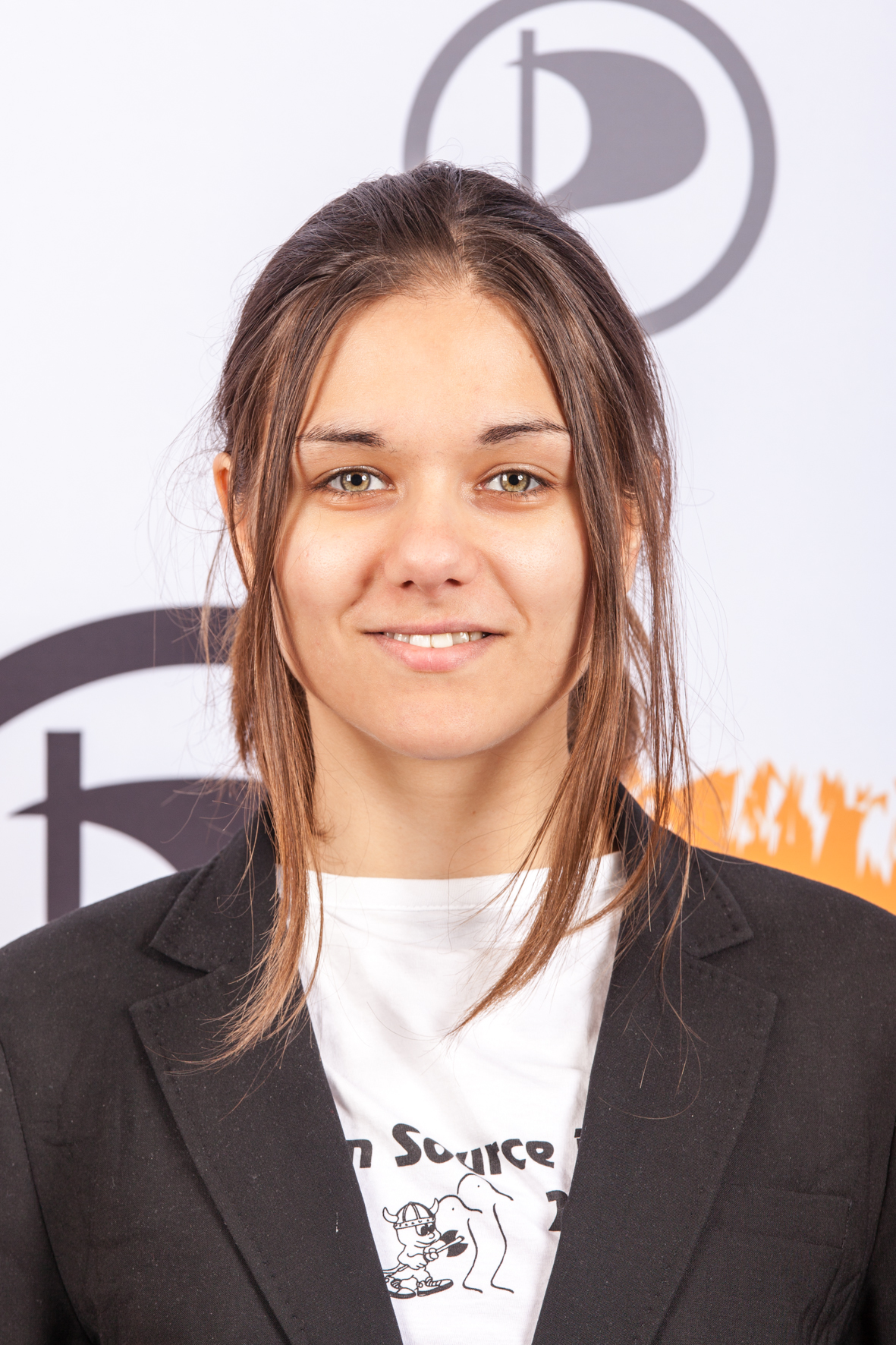
Amelia Andersdotter (* 1987)

- 1987: Amelia Andersdotter, schwedische Politikerin
- 1987: Nenad Tomović, serbischer Fußballspieler
- 1988: Víctor Claver, spanischer Basketballspieler
- 1988: Ernests Gulbis, lettischer Tennisspieler
- 1988: Amelie Kleinmanns, deutsche Sportschützin
- 1988: Andrea Morassi, italienischer Skispringer
- 1988: Tim Ohlbrecht, deutscher Basketballspieler
- 1989: Barbara Gasser, österreichische Kunstturnerin
- 1989: Jay Jiggy, deutscher Rapper und Webvideoproduzent
- 1989: Jesper Nielsen, schwedischer Handballspieler
- 1989: Bebe Rexha, US-amerikanische Popsängerin
- 1990: Franck Etoundi, kamerunischer Fußballspieler
- 1990: Lucas Fischer, Schweizer Kunstturner

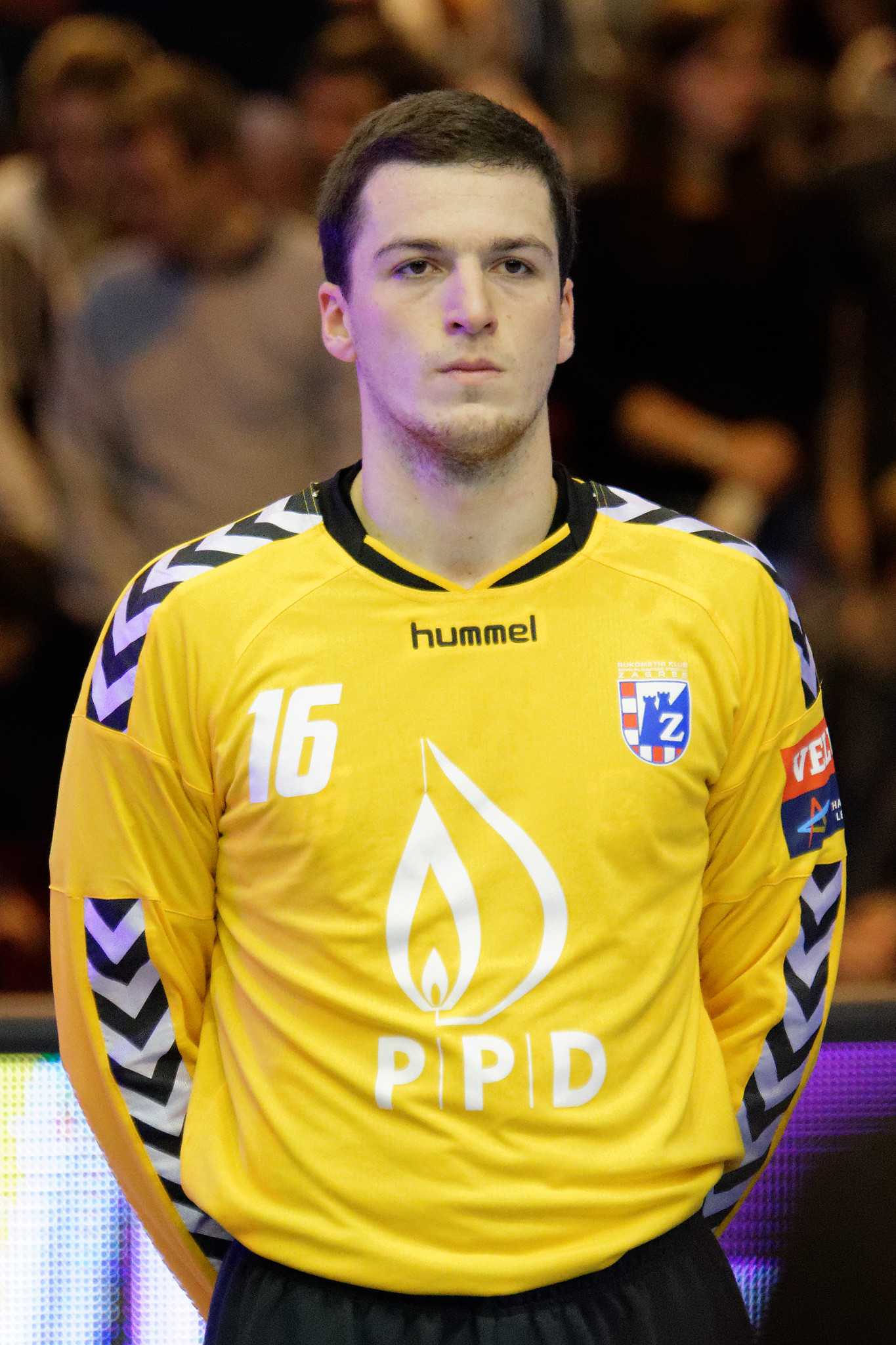
Filip Ivić (* 1992)

- 1992: Filip Ivić, kroatischer Handballspieler
- 1992: Lukas Kübler, deutscher Fußballspieler
- 1993: Paco Alcácer, spanischer Fußballspieler
- 1993: Caroline Müller-Korn, deutsche Handballspielerin
- 1995: Dženis Avdić, serbischer Biathlet
- 1996: Carla Touly, französische Tennisspielerin
- 1997: Courtney Hoffos, kanadische Freestyle-Skierin
- 1999: Juri Hollmann, deutscher Radrennfahrer
- 2000: Matija Vidic, slowenischer Skispringer

### 21. Jahrhundert

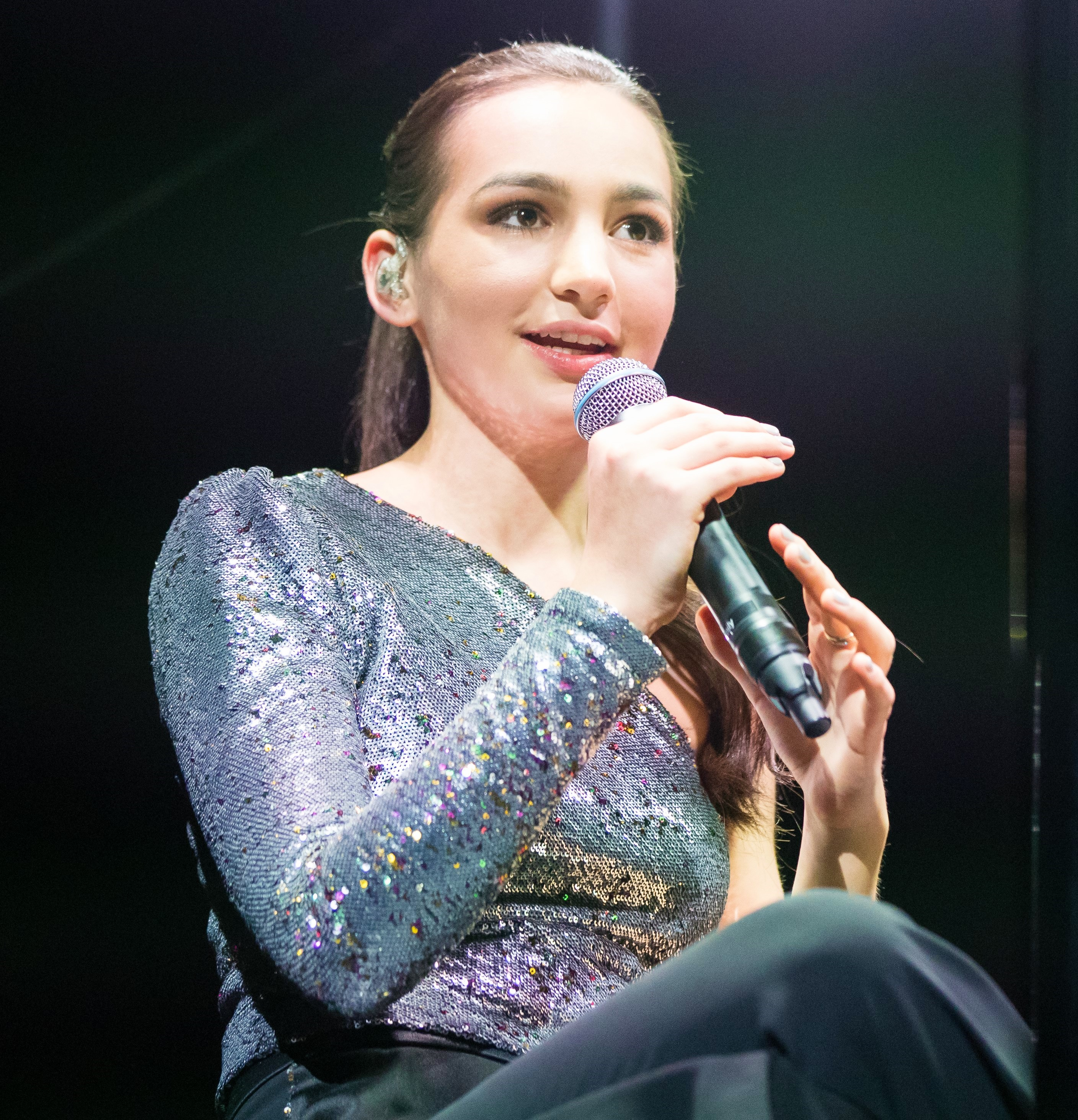
Emily Bear (* 2001)

- 2001: Emily Bear, US-amerikanische Pianistin und Komponistin
- 2002: Paige Jones, US-amerikanische Skispringerin
- 2007: Momiji Nishiya, japanische Skateboarderin

## Gestorben

### Vor dem 17. Jahrhundert

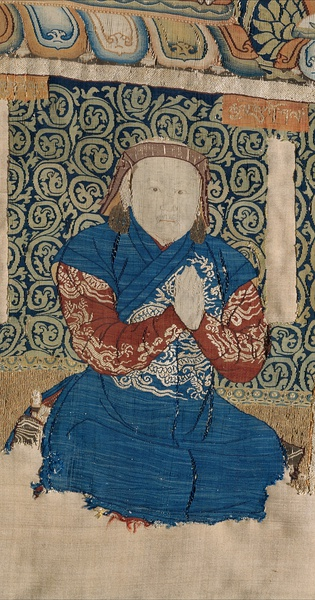
Qutugku Khan († 1329)

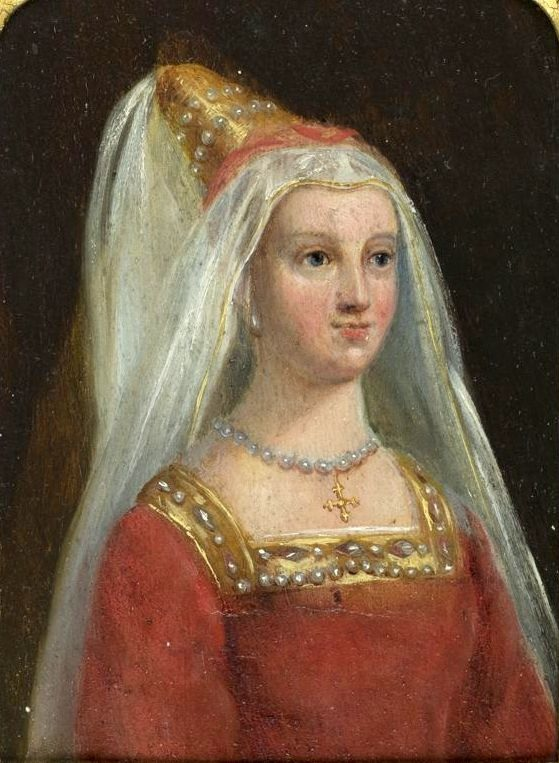
Elisabeth von Habsburg († 1505)

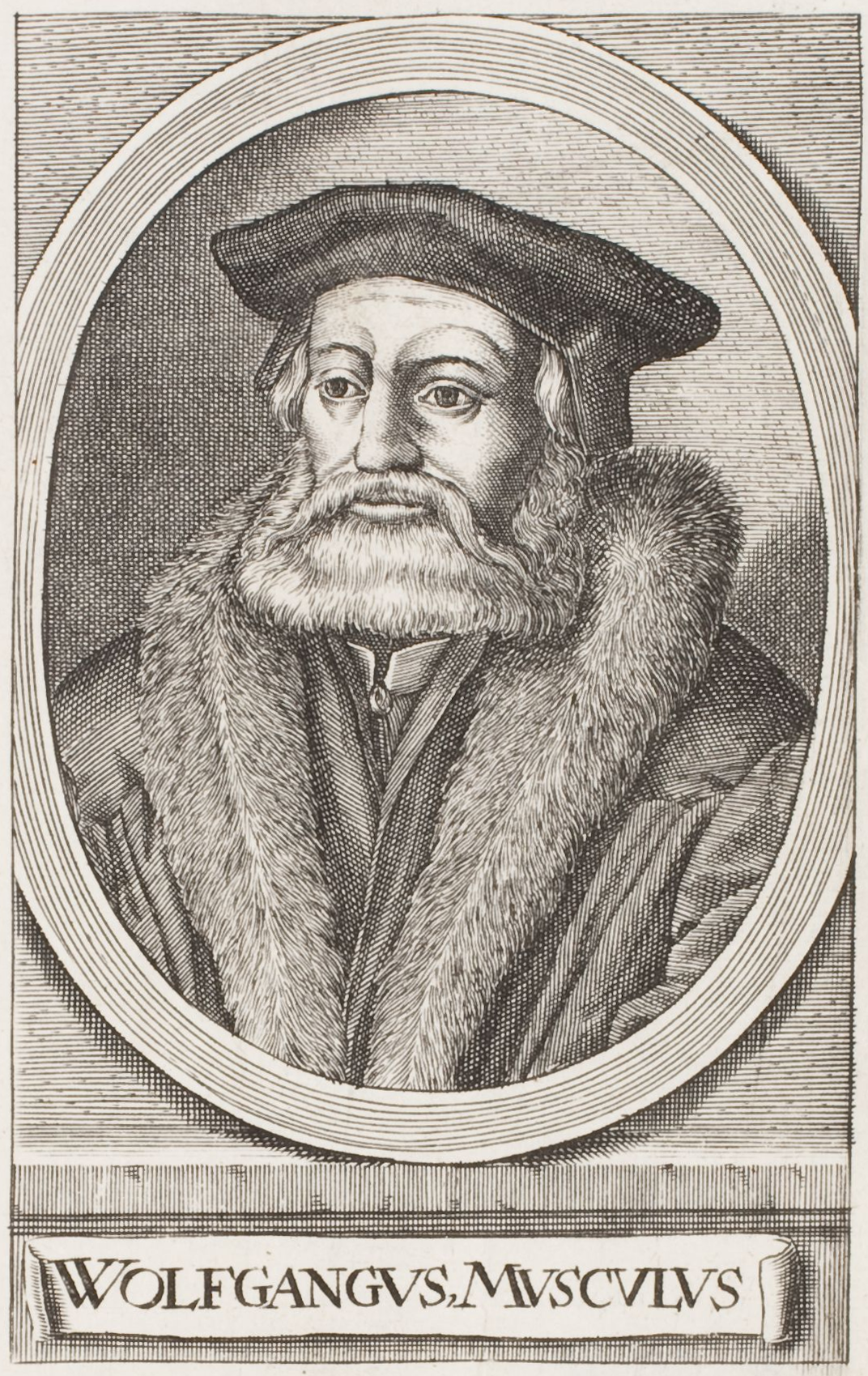
Wolfgang Musculus († 1563)

- 0526: Theoderich der Große, König der Ostgoten
- 0670: Fiacrius, irischer Einsiedler
- 0933: Richwin, Bischof von Straßburg
- 1148: Amadeus III., Graf von Savoyen und Maurienne, Markgraf von Turin
- 1181: Alexander III., Papst
- 1214: Petrus Capuanus, italienischer Kardinal
- 1284: Ichijō Sanetsune, zweimaliger Regent für japanische Herrscher und Stammvater der Ichijō-Adelsfamilie
- 1329: Qutugku Khan, chinesischer Kaiser der Yuan-Dynastie
- 1344: Otto, Herzog von Braunschweig-Lüneburg und Göttingen
- 1414: Simon III., Graf von Sponheim
- 1428: Shōkō, 101. Kaiser von Japan
- 1482: Ludwig von Bourbon, Fürstbischof von Lüttich
- 1483: Ludwig XI., König von Frankreich
- 1500: Viktorin, Reichsgraf sowie Graf von Glatz, Herzog von Münsterberg und Herzog von Troppau
- 1505: Elisabeth von Habsburg, Königin von Polen und Großfürstin von Litauen (Mutter der Jagiellonen)
- 1505: Tito Vespasiano Strozzi, italienischer Humanist
- 1508: Hieronymus Biechelberger, Abt der Reichsabtei Ochsenhausen
- 1517: Konrad Seusenhofer, Tiroler Plattner
- 1518: Filippo Beroaldo der Jüngere, italienischer Philologe, Dichter und Bibliothekar
- 1549: Arakida Moritake, japanischer Shintō-Priester und Lyriker
- 1563: Wolfgang Musculus, reformierter Theologe
- 1564: Sabina von Bayern, Herzogin von Bayern und Frau von Ulrich, Herzog von Württemberg
- 1571: Theodoret von Kola, russisch-orthodoxer Kleriker
- 1580: Emanuel Philibert, Herzog von Savoyen
- 1585: Andrea Gabrieli, venezianischer Komponist und Organist
- 1590: Johann Agricola, deutscher Theologe

### 17./18. Jahrhundert
- 1602: Johann Esich, deutscher Pädagoge, Prediger und Historiker
- 1615: Étienne Pasquier, französischer Jurist und Literat
- 1616: Philipp Wilhelm von Cornberg, deutscher Adliger
- 1617: Johann Jakob Grynaeus, Schweizer Theologe
- 1619: Shimazu Yoshihiro, japanischer Feldherr
- 1620: Baltasar Elisio de Medinilla, spanischer Schriftsteller und religiöser Lyriker

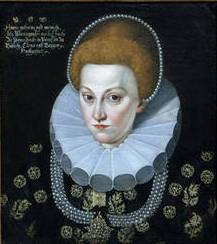
Anna († 1625)

- 1625: Anna, Kurfürstin von Brandenburg
- 1631: Carlo II. Gonzaga, Herzog von Mayenne und d’Aiguillon
- 1649: Johannes Wesling, deutscher Mediziner
- 1666: Benedikt Carpzov der Jüngere, deutscher Kriminalist und Hexentheoretiker
- 1674: Gerhard Schepeler, Ratsherr und Bürgermeister von Osnabrück
- 1706: Pietro Micca, piemontesischer Soldat
- 1714: Johannes Andreas Planer, deutscher Mathematiker
- 1720: Leander Anguissola, italienischer Kartograf, Pädagoge, Ingenieur und Oberstleutnant
- 1720: Jón Vídalín, isländischer Geistlicher, Bischof von Skálholt
- 1722: Thomas Pollock, britischer Kolonialgouverneur von North Carolina
- 1726: Eleonore Wilhelmine von Anhalt-Köthen, Prinzessin von Sachsen-Merseburg und Herzogin von Sachsen-Weimar
- 1751: Christopher Polhem, schwedischer Mathematiker, Physiker und Erfinder
- 1755: Francesco Durante, italienischer Komponist und Musikpädagoge
- 1761: Joseph Dominikus von Lamberg, Fürstbischof von Seckau und Fürstbischof von Passau

### 19. Jahrhundert

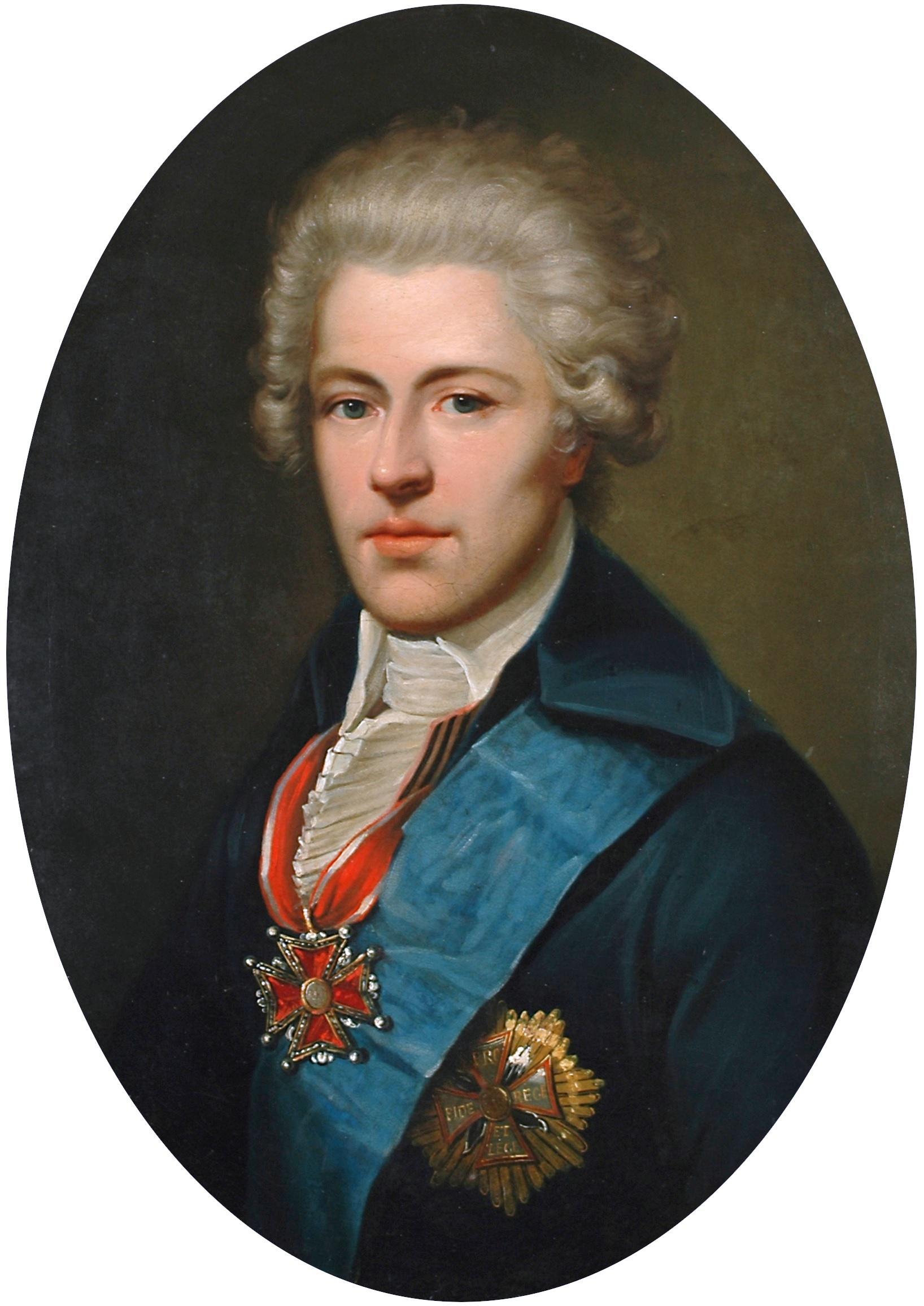
Ignacy Potocki († 1809)

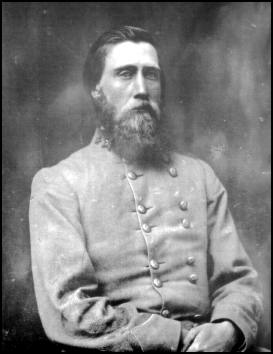
John Bell Hood († 1879)

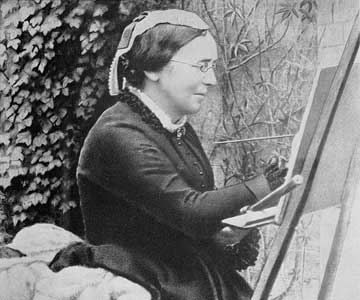
Marianne North († 1890)

- 1809: Ignacy Potocki, polnischer Staatsmann und Schriftsteller
- 1810: Philipp von Cobenzl, österreichischer Staatsmann
- 1811: Michel Ordener, französischer Général de division und Senator des Ersten Kaiserreichs
- 1812: George Mathews, britisch-amerikanischer Politiker
- 1815: Justus Christian Hennings, deutscher Moralphilosoph und Aufklärer
- 1818: Domingo Badía y Leblich, spanischer Forschungsreisender und Politiker
- 1821: Louis Michel Aury, französischer Pirat
- 1821: John Francis Mercer, US-amerikanischer Politiker
- 1825: Heinrich XV. Reuß zu Greiz, österreichischer Feldmarschall
- 1826ː Suzanne Douvillier, französisch-amerikanische Ballerina, Pantomimin und Choreografin
- 1841: Claude-Fortuné Ruggieri, französischer Feuerwerker
- 1842: Ludwig Karl Alexander von Alvensleben, preußischer Offizier
- 1850ː Regina Frohberg, Schriftstellerin und Freundin Rahel Varnhagens
- 1856: John Ross, britischer Konteradmiral und Polarforscher
- 1872: Román Antonio Deheza, argentinischer General und Gouverneur
- 1872: Adam Krolczyk, deutscher evangelischer Missionar in China
- 1876: Rudolf von Raumer, deutscher Germanist
- 1879: John Bell Hood, US-amerikanischer General im Bürgerkrieg
- 1880: Hermann Anschütz, deutscher Maler
- 1880: Robert McClelland, US-amerikanischer Politiker
- 1886: Francesco Lacedelli, italienisch-österreichischer Bergsteiger
- 1888: Peter Grieß, deutscher Chemiker
- 1890: Marianne North, britische Malerin
- 1890: Nicolás Ruiz Espadero, kubanischer Pianist und Komponist
- 1891: Johann Heinrich Jacob Audorf, deutscher Politiker
- 1891: Pierre-Julien Nargeot, französischer Komponist, Dirigent und Violinist
- 1896: Balthasar Schlimbach, deutscher Orgelbauer

### 20. Jahrhundert

#### 1901–1950

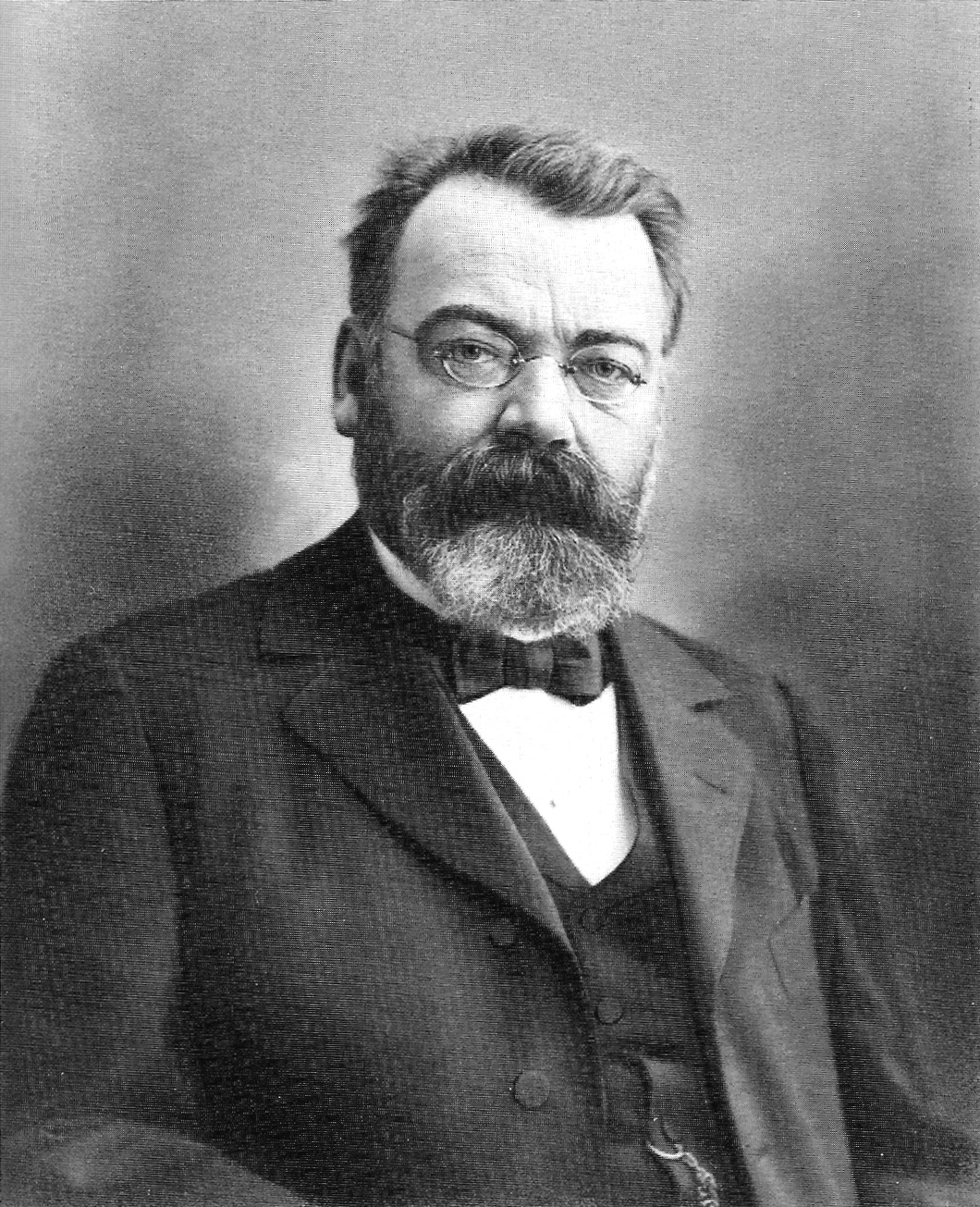
Hans Wilhelm Auer († 1906)

- 1906: Hans Wilhelm Auer, Schweizer Architekt
- 1907: James Adam, britischer Altphilologe
- 1907: Ilia Tschawtschawadse, georgischer Schriftsteller und Politiker
- 1908: Giovanni Fattori, italienischer Maler und Grafiker
- 1911: Otto Wendt, deutscher Rechtswissenschaftler
- 1922: Peter Joseph Lausberg, deutscher Bischof von Köln
- 1923: Aaron Isaakowitsch Sundelewitsch, russischer Revolutionär
- 1925: Henri-Julien Matthys, belgischer Unternehmer und Autorennfahrer
- 1928: Franz von Stuck, deutscher Maler und Bildhauer

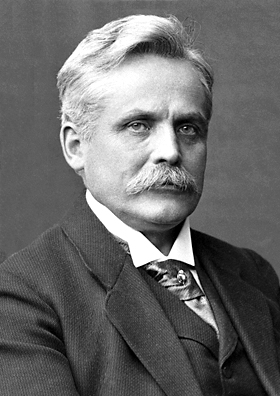
Wilhelm Wien († 1928)

- 1928: Wilhelm Wien, deutscher Physiker, Nobelpreisträger
- 1932: Rudolf von Borries, deutscher Generalmajor und Militärschriftsteller
- 1935: Henri Barbusse, französischer Schriftsteller und Journalist
- 1936: Albert Schneider, deutscher Motorradrennfahrer
- 1937: Joseph Bédier, französischer Historiker
- 1937: Adele Sandrock, deutsch-niederländische Schauspielerin
- 1938: Friedrich Opel, deutscher Radsportler, Ingenieur, Automobilrennfahrer und Unternehmer
- 1938ː Elisabeth von Saldern, deutsche Äbtissin des evangelischen Damenstifts Kloster Stift zum Heiligengrabe
- 1939: Wilhelm Bölsche, deutscher Schriftsteller und Naturforscher
- 1939: Hans Kundt, deutsch-bolivianischer General
- 1940: Joseph John Thomson, britischer Physiker, Nobelpreisträger
- 1942: Jules Caffot, französischer Organist und Komponist

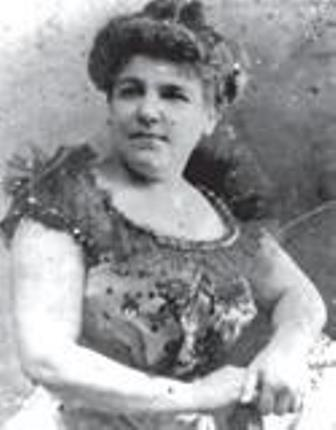
Amalia Paoli († 1942)

- 1942: Amalia Paoli, puerto-ricanische Opernsängerin
- 1943: Eddy de Neve, niederländischer Fußballspieler
- 1944: Carl Ernst Rahtgens, deutscher Offizier, Widerstandskämpfer des 20. Juli 1944
- 1944: Carl-Heinrich von Stülpnagel, deutscher General, Widerstandskämpfer des 20. Juli 1944
- 1945: Florencio Harmodio Arosemena, Staatspräsident von Panama
- 1945: Valentin Keel, Schweizer Politiker
- 1946ː Theodate Pope Riddle, amerikanische Architektin und Spiritistin
- 1946: Grigori Michailowitsch Semjonow, General im Russischen Bürgerkrieg
- 1948: Alice Salomon, liberale Sozialreformerin in der deutschen Frauenbewegung

#### 1951–2000

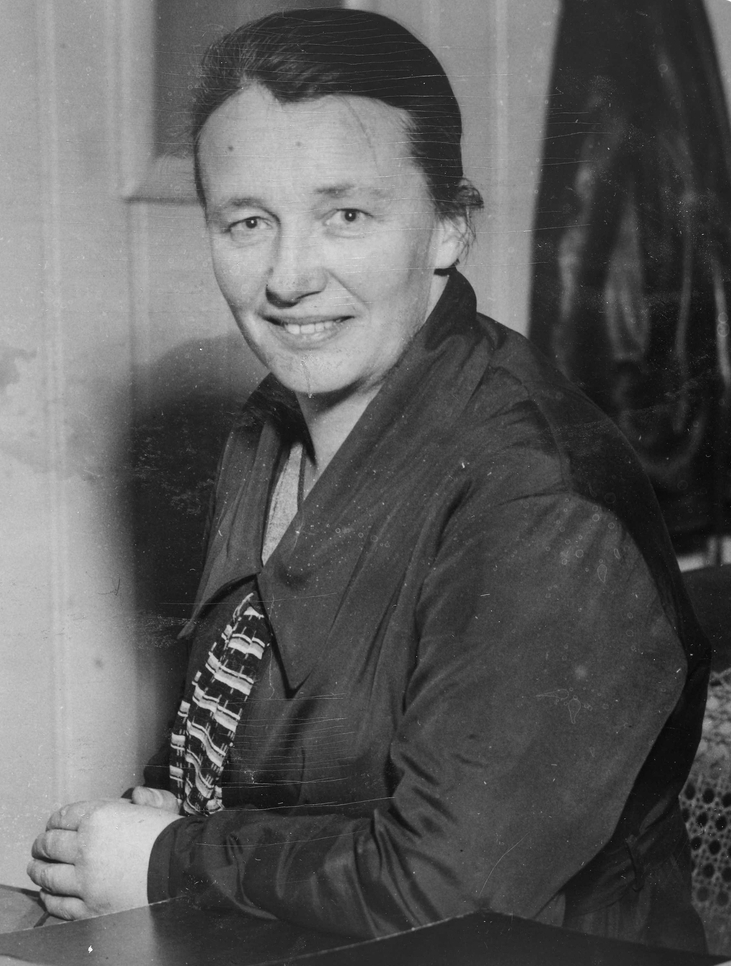
Aaslaug Aasland († 1962)
Jean Seberg († 1979)
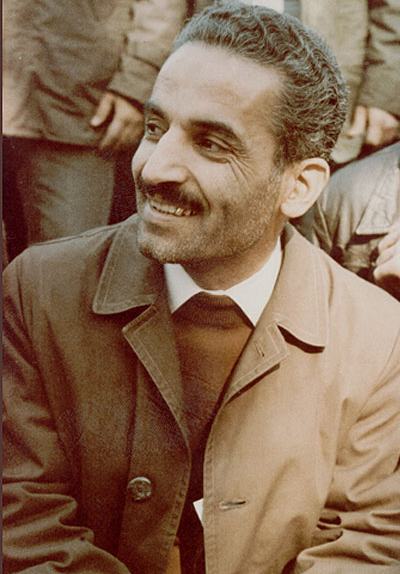
Mohammad Ali Radschai († 1981)

- 1953: Dimitar Nenow, bulgarischer Komponist
- 1954: Kurt Streitwolf, deutscher Offizier
- 1957: Josep Lluís Facerías, spanischer Anarchist und Widerstandskämpfer
- 1957: Otto Suhr, deutscher Politiker, MdL, Präsident des Abgeordnetenhauses, Regierender Bürgermeister von Berlin
- 1958: Alexander Albrecht, slowakischer Komponist und Kirchenmusiker
- 1958: Karl Drewes, deutscher General
- 1958: Karl Heim, deutscher Theologe
- 1958ː Violet Key Jones, irisch-englisch-britische Suffragette
- 1959: Ed Elisian, US-amerikanischer Autorennfahrer
- 1961: Charles Coburn, US-amerikanischer Schauspieler
- 1962: Aaslaug Aasland, norwegische Juristin und Politikerin
- 1966: Otto Adams, deutscher Politiker und Gewerkschafter
- 1967: Jean-Jacques Deyrolle, französischer Maler und Grafiker
- 1970: Del Moore, US-amerikanischer Schauspieler und Komiker
- 1970: Abraham Zapruder, US-amerikanischer Textilfabrikant
- 1971: Louis Armand, französischer Bergbauingenieur und Eisenbahner, Präsident der Europäischen Atomgemeinschaft
- 1971: Hein König, deutscher Kunstmaler
- 1972: Magnus von Braun, deutscher Verwaltungsjurist, Politiker, Reichsminister
- 1972: Joseph Maria Lutz, deutscher Schriftsteller
- 1972: Carl Otto Rothweiler, deutscher Manager
- 1973: Herbert Kranz, deutscher Schriftsteller
- 1975: Maria Zelenka, österreichische Schauspielerin
- 1977: Erny Pinckert, US-amerikanischer American-Football-Spieler
- 1979: Jean Seberg, amerikanische Schauspielerin
- 1980: Henri Lapierre, französischer Autorennfahrer
- 1981: Mohammad Ali Radschai, iranischer Politiker, Staatspräsident
- 1981: Vera-Ellen, US-amerikanische Filmschauspielerin, Tänzerin und Sängerin
- 1983: Helmuth Domizlaff, deutscher Antiquar
- 1983: William Goyen, US-amerikanischer Schriftsteller

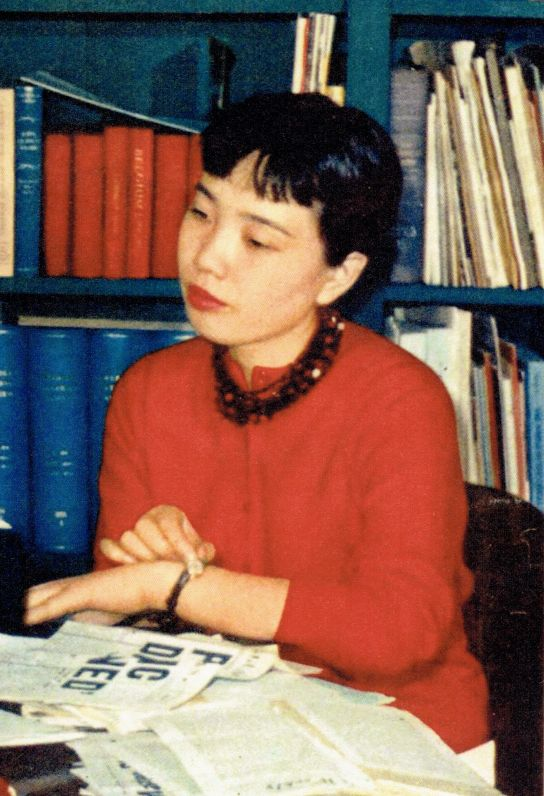
Sawako Ariyoshi († 1984)
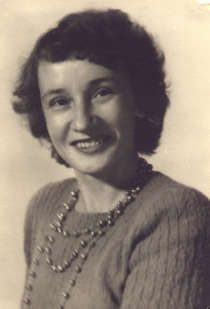
Tatiana Proskouriakoff († 1985)
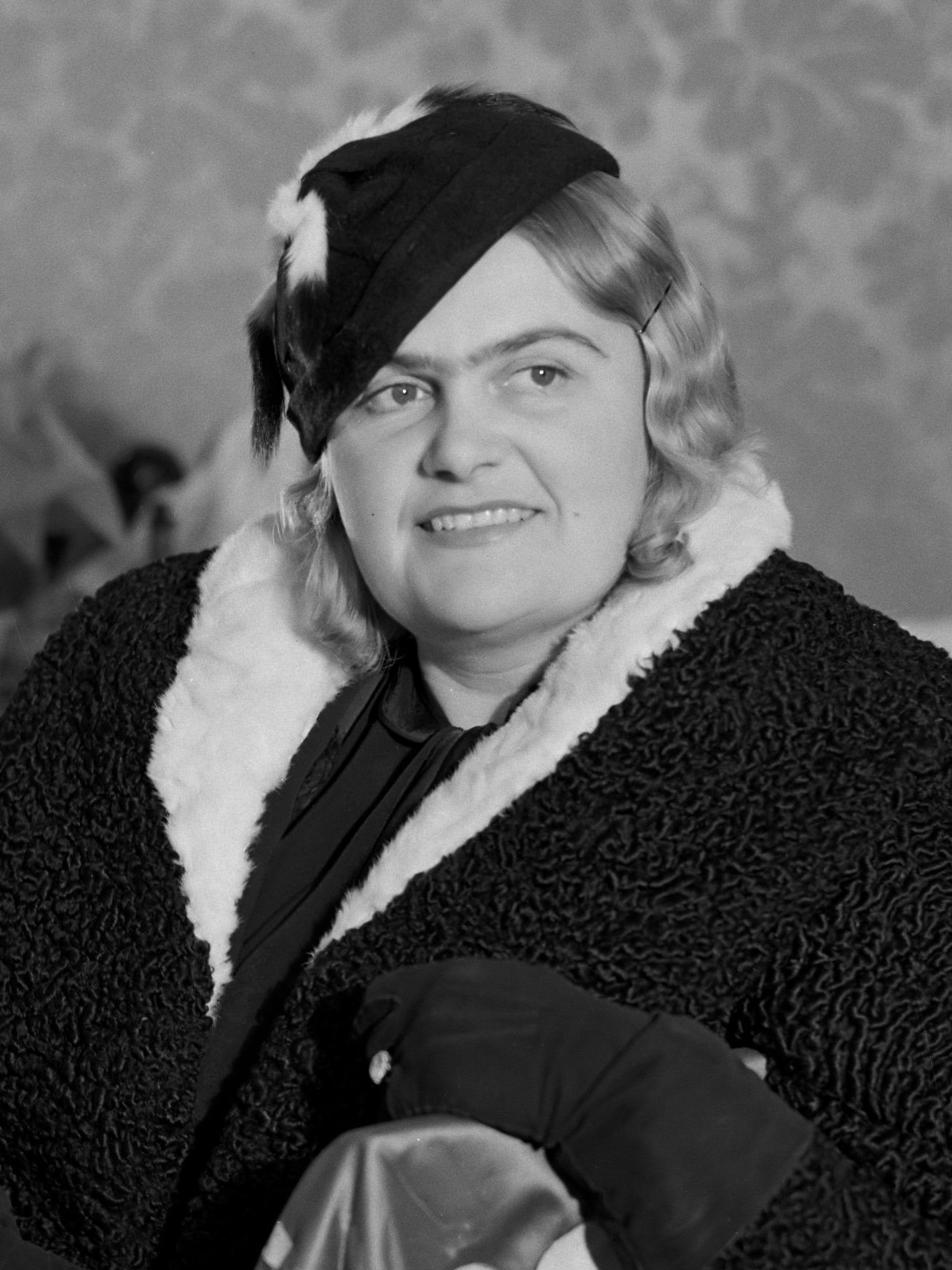
Wanda Wermińska († 1988)
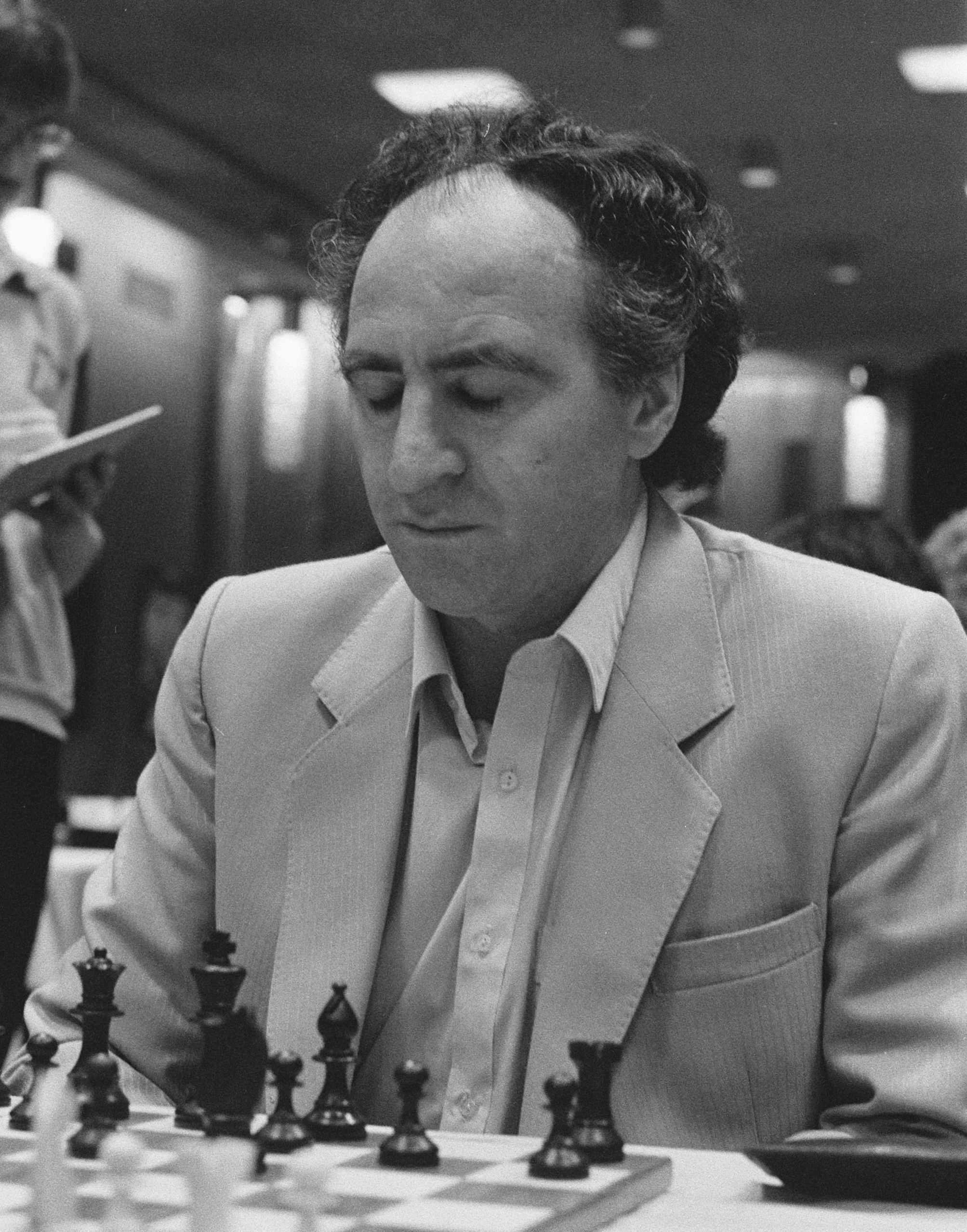
Lew Polugaewski († 1995)

- 1984: John Aalberg, US-amerikanischer Film- und Tontechniker
- 1984: Sawako Ariyoshi, japanische Schriftstellerin
- 1985: Taylor Caldwell, US-amerikanische Schriftstellerin und Journalistin
- 1985: Yvonne Netter, französische Rechtsanwältin und Widerstandskämpferin
- 1985: Tatiana Proskouriakoff, russisch-US-amerikanische Archäologin und Illustratorin
- 1988: Wanda Wermińska, polnische Opernsängerin
- 1991: Adãozinho, brasilianischer Fußballspieler
- 1991: Cyril Barry Knowles, englischer Fußballspieler und -trainer
- 1991: Jean Tinguely, Schweizer Maler und Bildhauer
- 1993: Richard Jordan, US-amerikanischer Schauspieler
- 1993: Rudolph Schmitt, deutscher Klarinettist
- 1994: Lindsay Anderson, britischer Regisseur
- 1995: Lew Abramowitsch Polugajewski, russischer Schachgroßmeister
- 1995: Yamaguchi Hitomi, japanischer Schriftsteller
- 1996: Josef Müller-Brockmann, deutscher Grafiker und Designer, Typograph, Autor und Lehrer
- 1996: Edgar Gray, australischer Radrennfahrer
- 1996: Christine Pascal, französische Filmregisseurin und Schauspielerin
- 1997: Ernst Willimowski, deutsch-polnischer Fußballspieler
- 2000: Addi Furler, deutscher Sportjournalist

### 21. Jahrhundert
- 2001: Govan Mbeki, südafrikanischer Politiker
- 2002: Horst Wendlandt, deutscher Filmproduzent

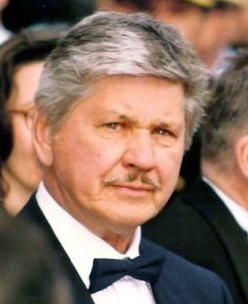
Charles Bronson († 2003)

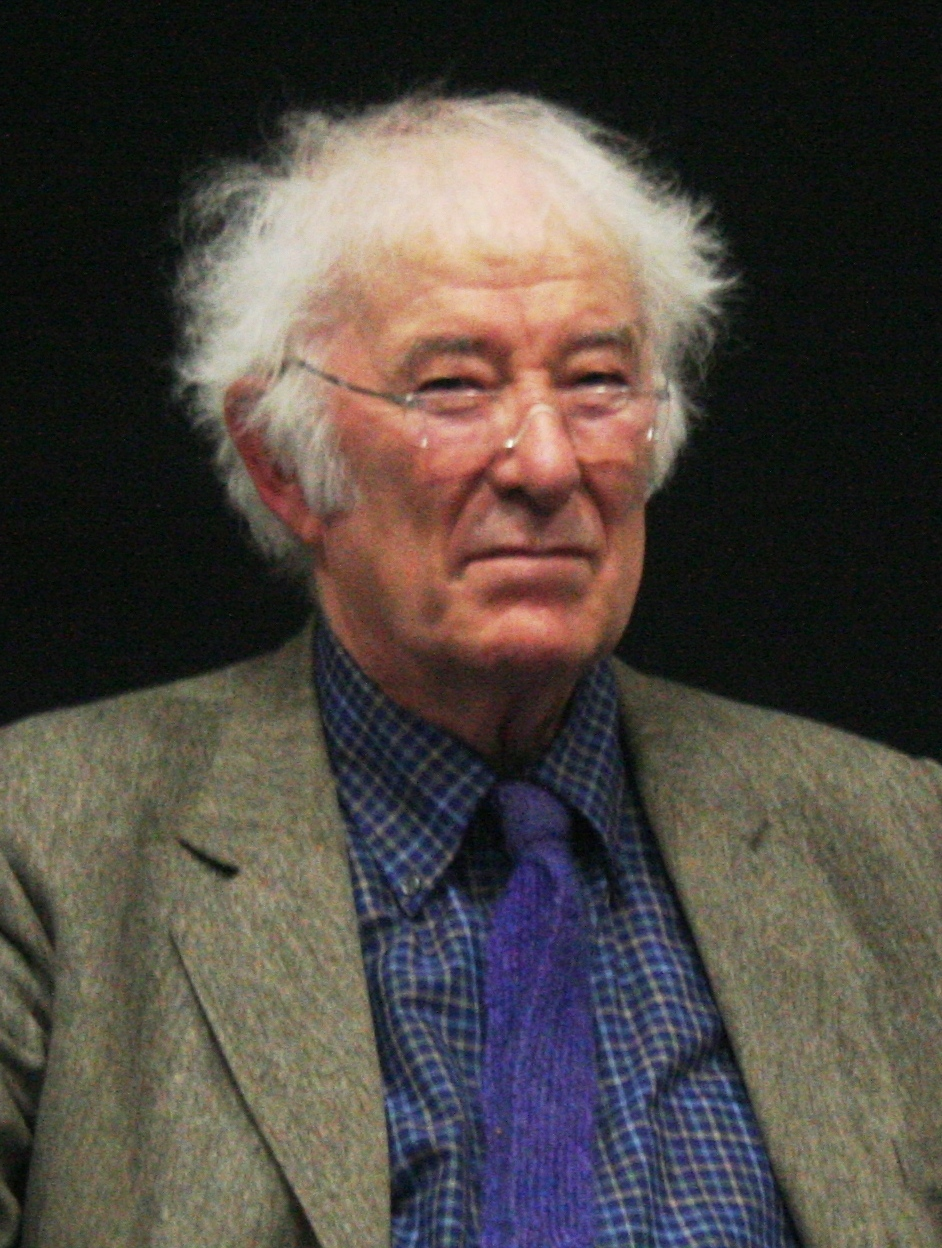
Seamus Heaney († 2013)

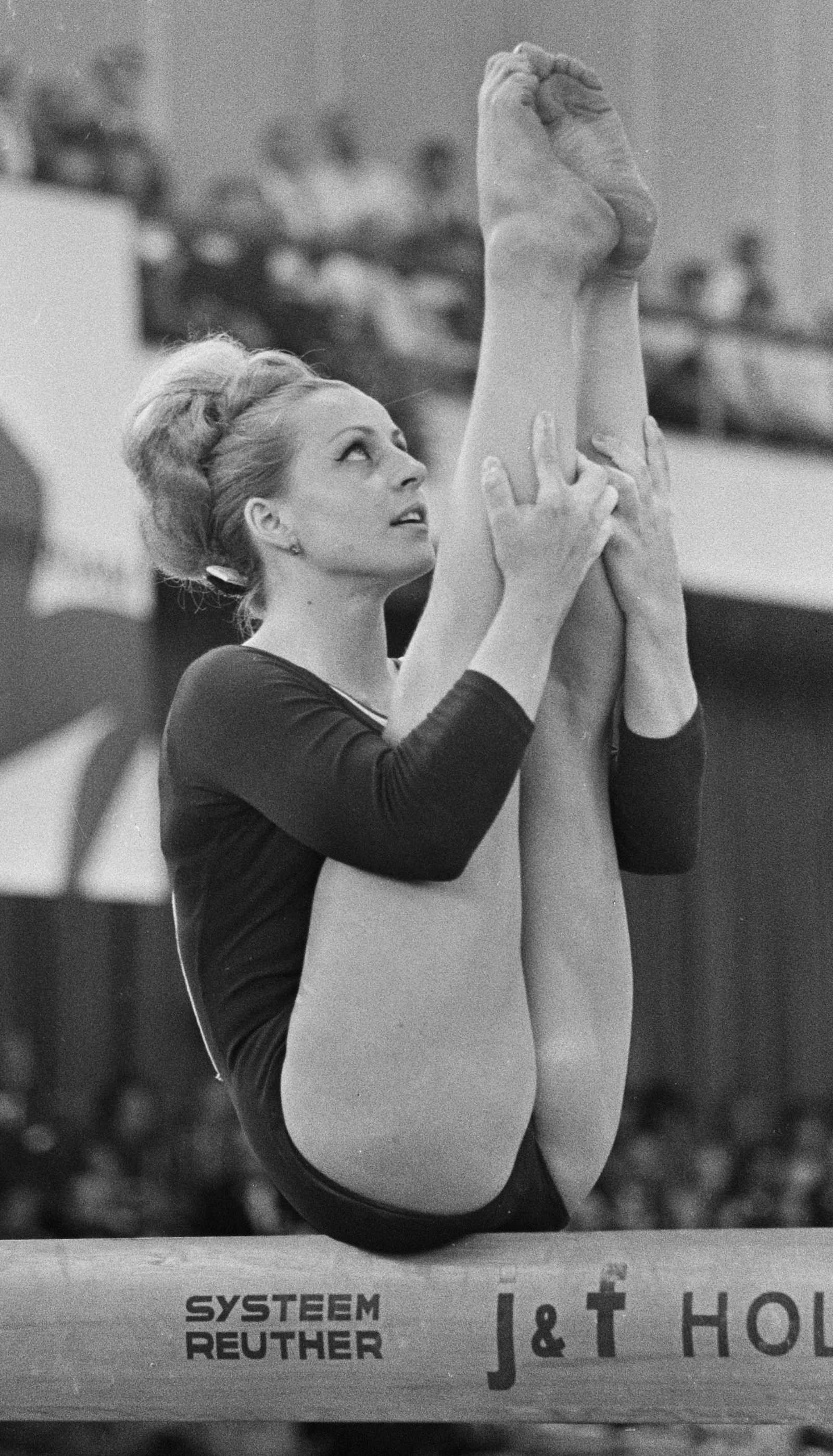
Věra Čáslavská († 2016)

- 2003: Charles Bronson, US-amerikanischer Schauspieler
- 2003: Donald Davidson, US-amerikanischer analytischer Philosoph
- 2004: Fred Whipple, US-amerikanischer Astronom
- 2005: Jakup Mato, albanischer Literaturkritiker
- 2006: Glenn Ford, US-amerikanischer Schauspieler
- 2006: Uwe Leichsenring, deutscher Politiker
- 2006: Nagib Mahfuz, ägyptischer Schriftsteller, Nobelpreisträger
- 2006: Dušan Martinček, slowakischer Komponist, Pianist und Musikpädagoge
- 2007: Roef Ragas, niederländischer Schauspieler
- 2008: Eldon Rathburn, kanadischer Komponist, Pianist, Organist und Musikpädagoge
- 2009: Horst Stowasser, deutscher Autor und Anarchist
- 2010: Alain Corneau, französischer Filmregisseur und Drehbuchautor
- 2011: Winfried Baer, deutscher Kunsthistoriker
- 2011: Wolfgang Lauth, deutscher Jazzmusiker
- 2012: Paul Friedrichs, deutscher Endurosportler
- 2013: Eva J. Engel, deutsche Germanistin
- 2013: Seamus Heaney, irischer Schriftsteller, Nobelpreisträger
- 2014: Andrew V. McLaglen, britischer Filmregisseur
- 2014: Peter Rocha, deutscher Dokumentarfilmregisseur
- 2015: Wes Craven, US-amerikanischer Filmregisseur und Drehbuchautor
- 2015: Oliver Sacks, britischer Neurologe und Schriftsteller
- 2015ː Natalia Strelchenko, russische Pianistin
- 2016: Věra Čáslavská, tschechoslowakische Kunstturnerin
- 2016: Helmut-Maria Glogger, Schweizer Journalist und Buchautor
- 2016: Philippe Jean Louis Marie Husson, französischer Diplomat
- 2016: Marc Riboud, französischer Fotograf
- 2017: Louise Hay, US-amerikanische Autorin
- 2017: Károly Makk, ungarischer Filmregisseur
- 2018: Iossif Dawydowitsch Kobson, sowjetischer bzw. russischer Sänger und Politiker
- 2018: Wassili Lepanto, griechisch-deutscher Maler
- 2019: George Balint, rumänischer Komponist, Pianist und Dirigent

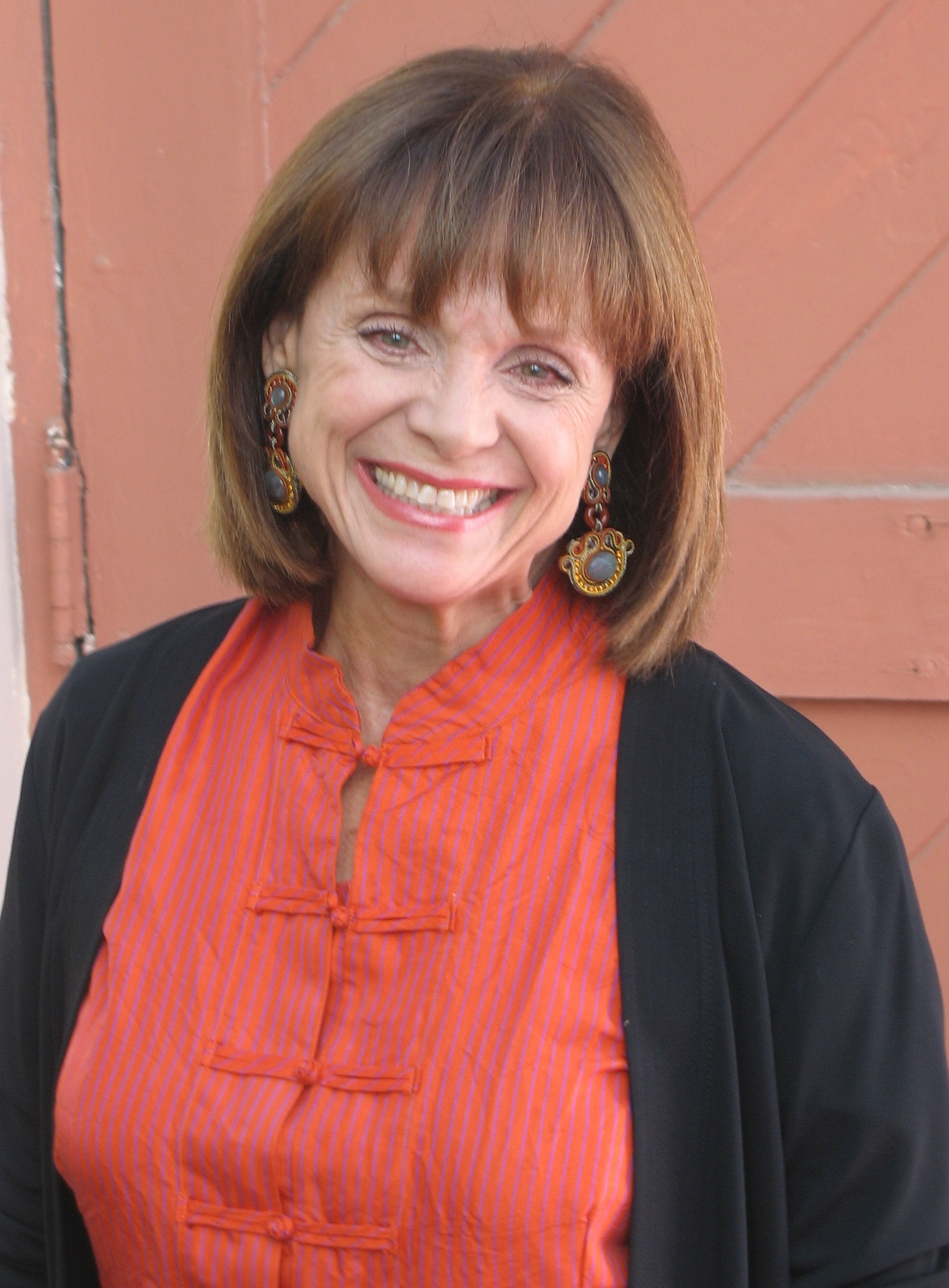
Valerie Harper († 2019)

- 2019: Valerie Harper, US-amerikanische Schauspielerin
- 2019: Udo Schaefer, deutscher Bahai-Theologe
- 2020: Ingrid Stahmer, deutsche Politikerin
- 2020: Ricardo Valderrama Fernández, peruanischer Anthropologe und Politiker
- 2021: Maggie Mae, deutsche Schlagersängerin und Schauspielerin
- 2021: Brian Packer, britischer Boxer
- 2021: Luitgardis Hecker, deutsche römisch-katholische Ordensschwester und Äbtissin
- 2022: Michail Sergejewitsch Gorbatschow, sowjetischer Politiker, Generalsekretär des ZK der KPdSU, Präsident der Sowjetunion
- 2022: Brian Herbinson, kanadischer Vielseitigkeitsreiter
- 2022: George Woods, US-amerikanischer Leichtathlet
- 2023: Jan Jongbloed, niederländischer Fußballspieler
- 2024: Daniela Hodrová, tschechische Literaturtheoretikerin und Schriftstellerin

## Feier- und Gedenktage
- Kirchliche Gedenktage
  - Matthias Grünewald, deutscher Maler (evangelisch)
- Namenstage
  - Amadeus, Felix, Rebecca
- Staatliche Feier- und Gedenktage
  - Türkei, Entscheidender Sieg im Griechisch-Türkischen Krieg (1922)
- Gedenktage internationaler Organisationen
  - Internationaler Tag der Verschwundenen (IKRK)

Weitere Einträge enthält die Liste von Gedenk- und Aktionstagen.